# 訃報 2023年11月
訃報 2023年11月（ふほう 2023ねん11がつ）では、2023年11月に物故した、または物故が報じられた人物についてまとめる。

## 1日 - 15日

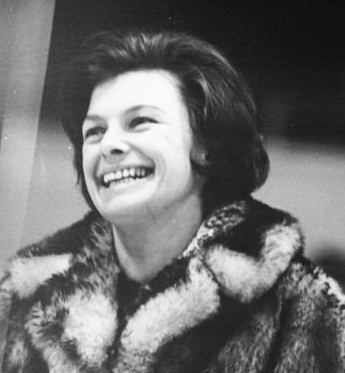
ユッタ・ミュラー／11月2日没

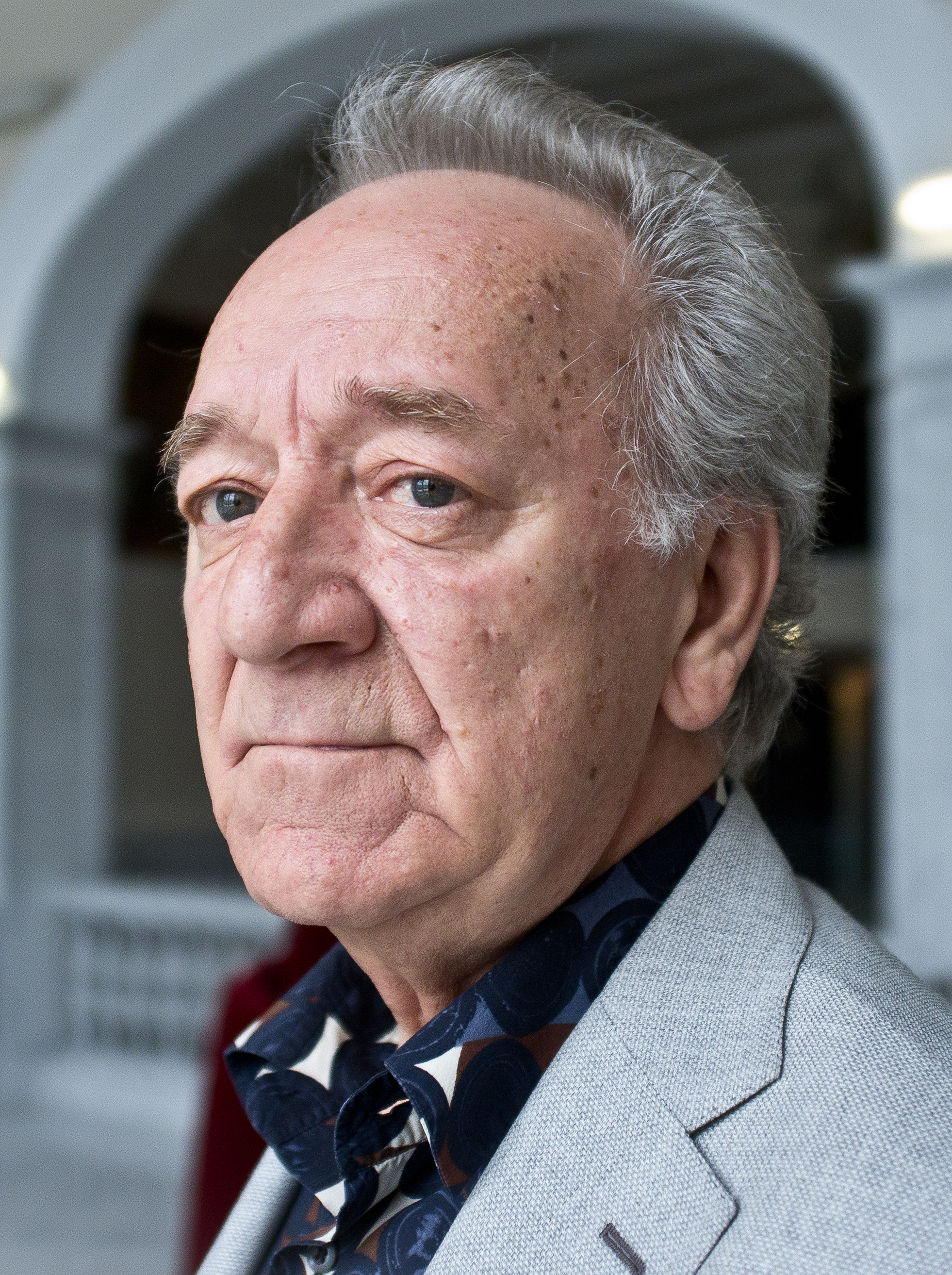
ユーリ・テミルカーノフ／11月2日没

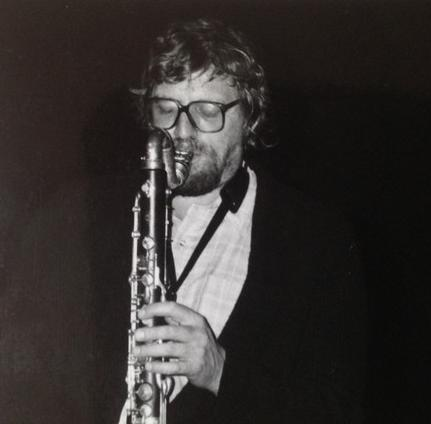
ミシェル・ピルツ／11月2日没

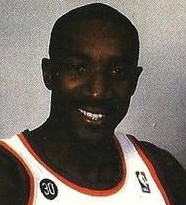
ウォルター・デイビス／11月2日没

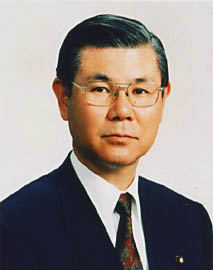
保利耕輔／11月4日没

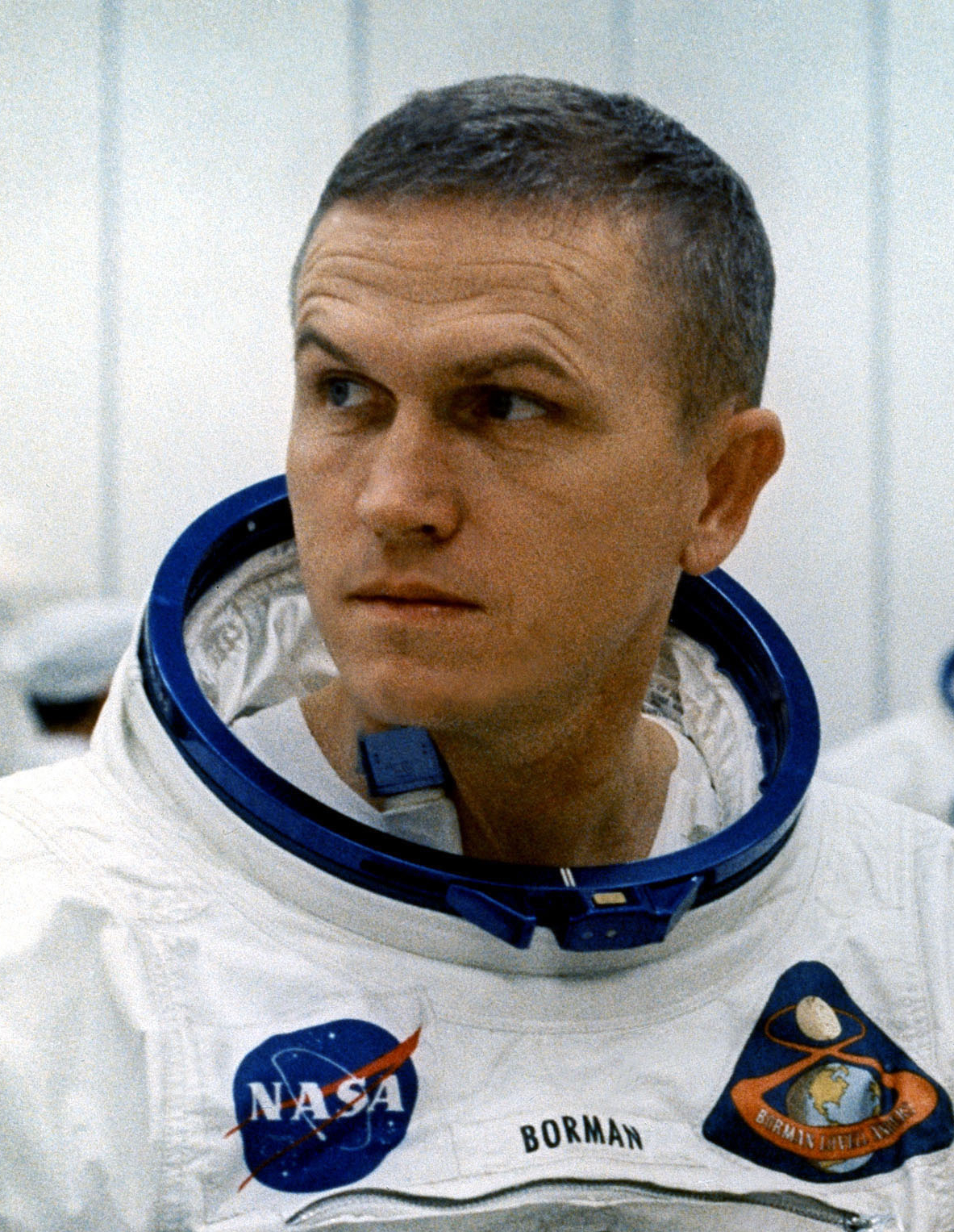
フランク・ボーマン／11月7日没

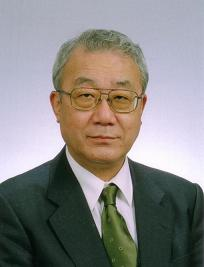
別府輝彦／11月10日没

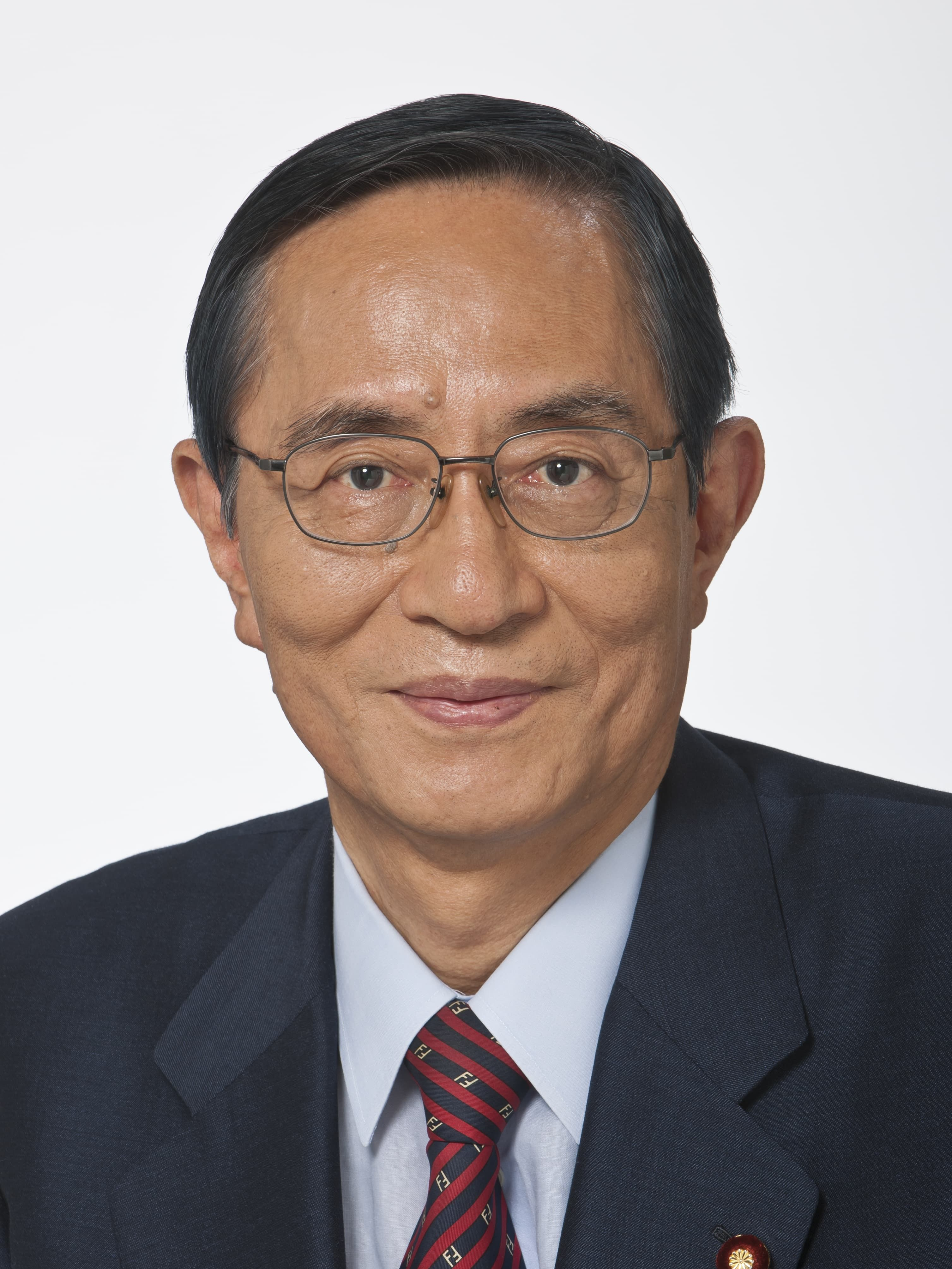
細田博之／11月10日没

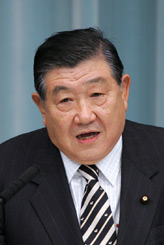
若林正俊／11月11日没

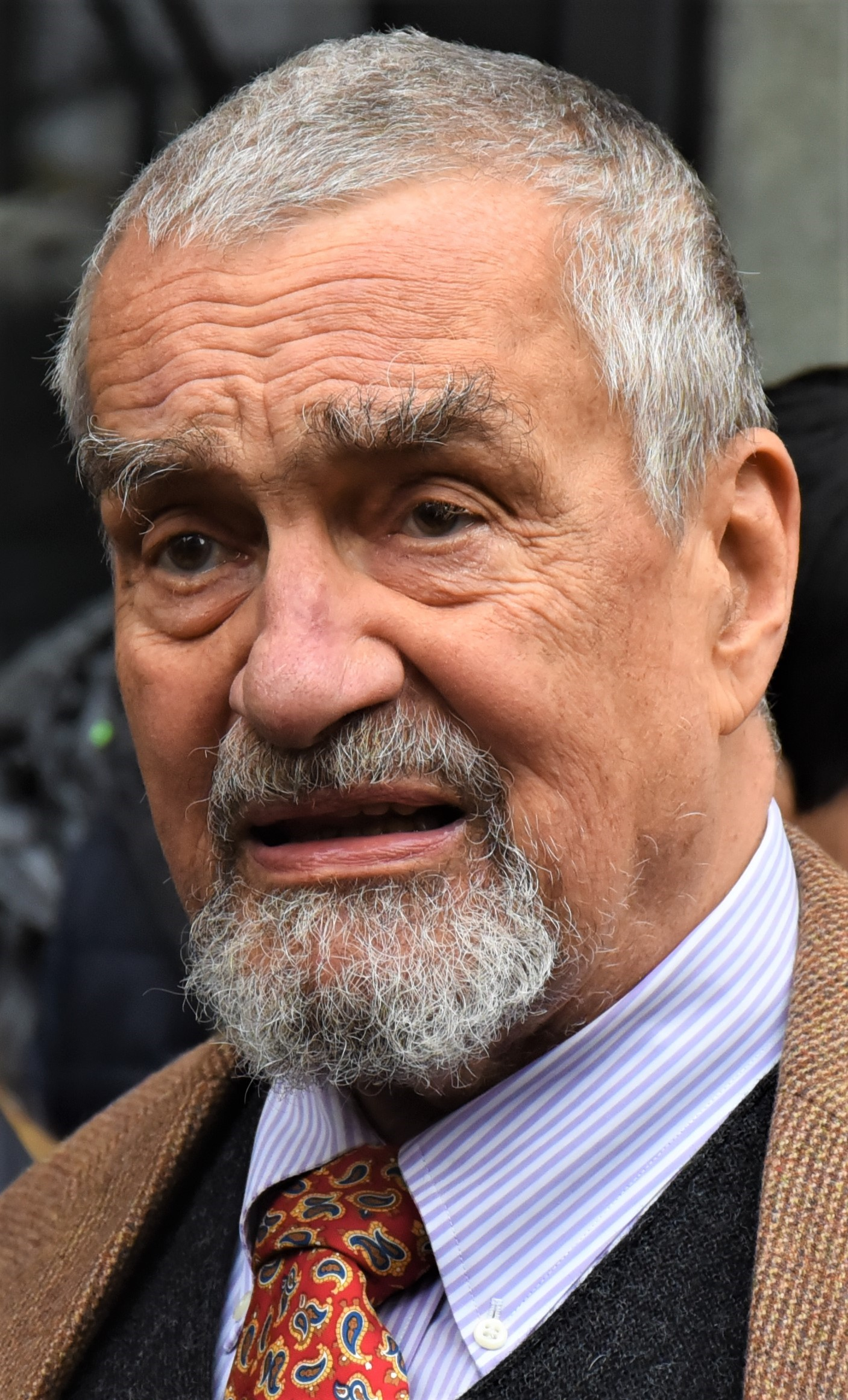
カレル・シュヴァルツェンベルク／11月11日没

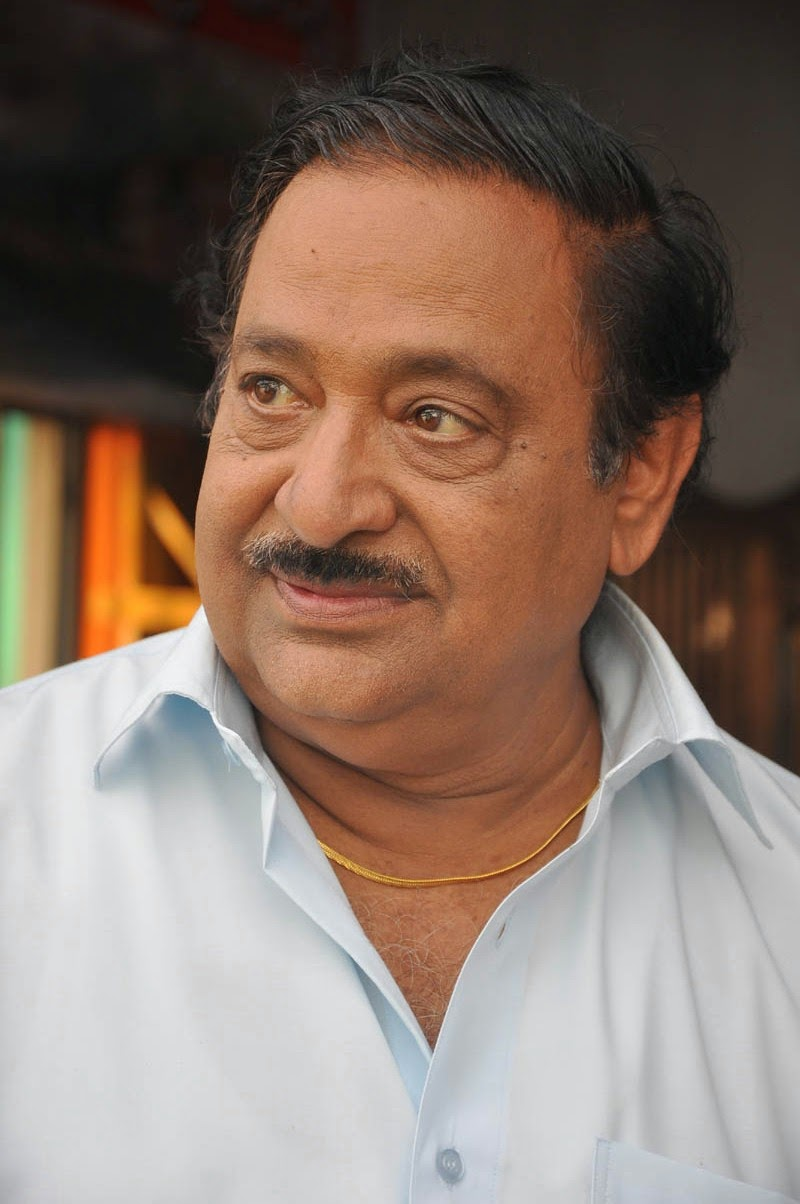
チャンドラ・モーハン／11月11日没

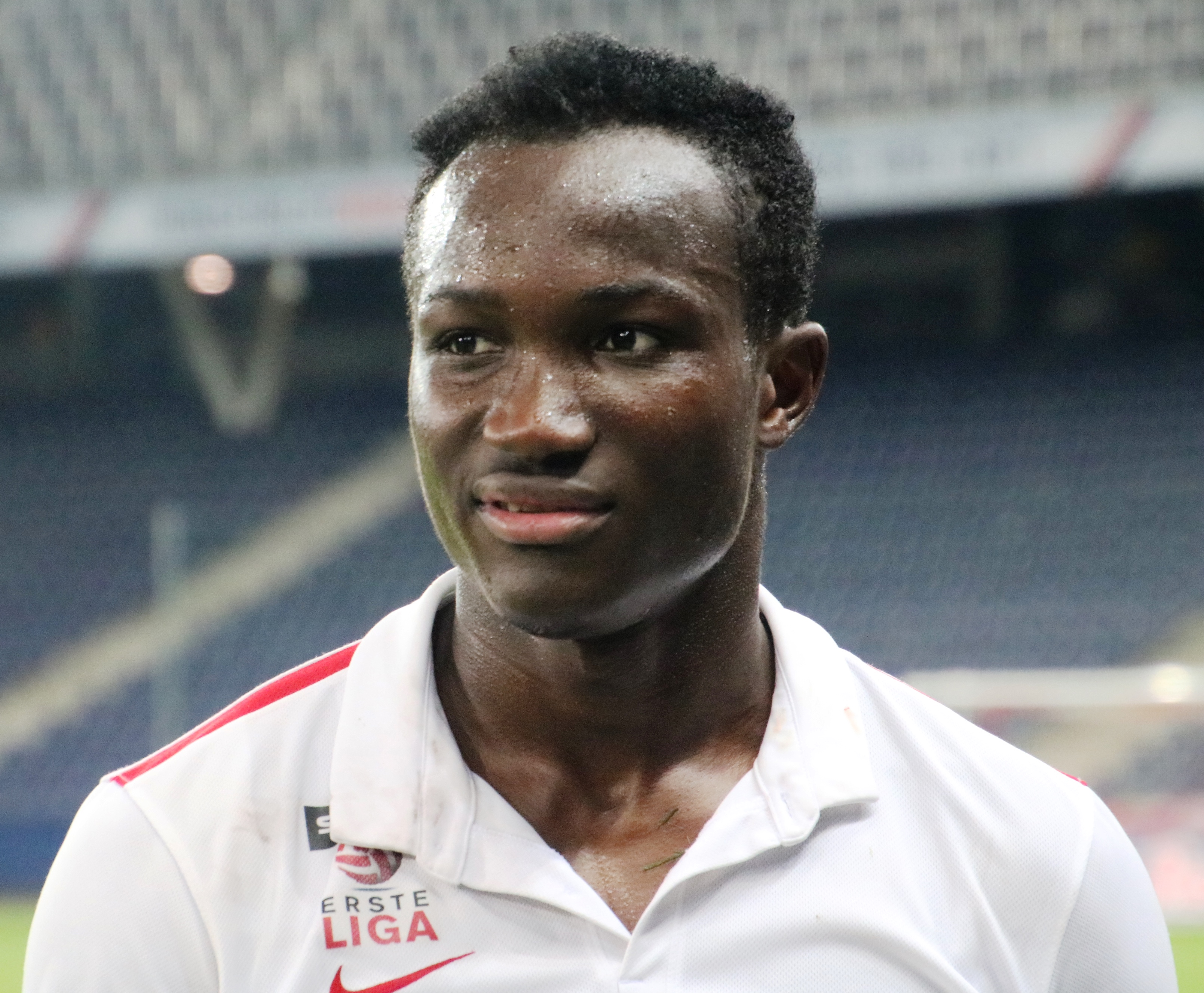
ラファエル・ドワミーナ／11月11日没

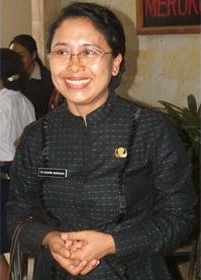
クスマ・ワドハニ／11月12日没

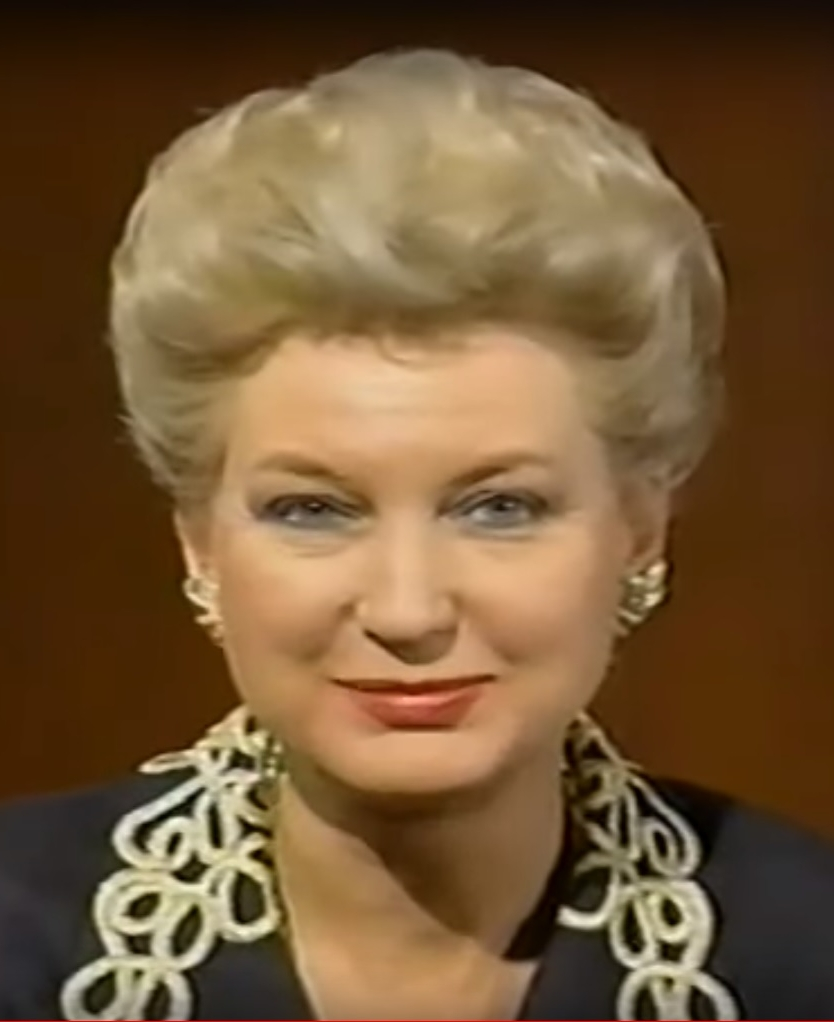
マリアン・トランプ・バリー／11月13日没

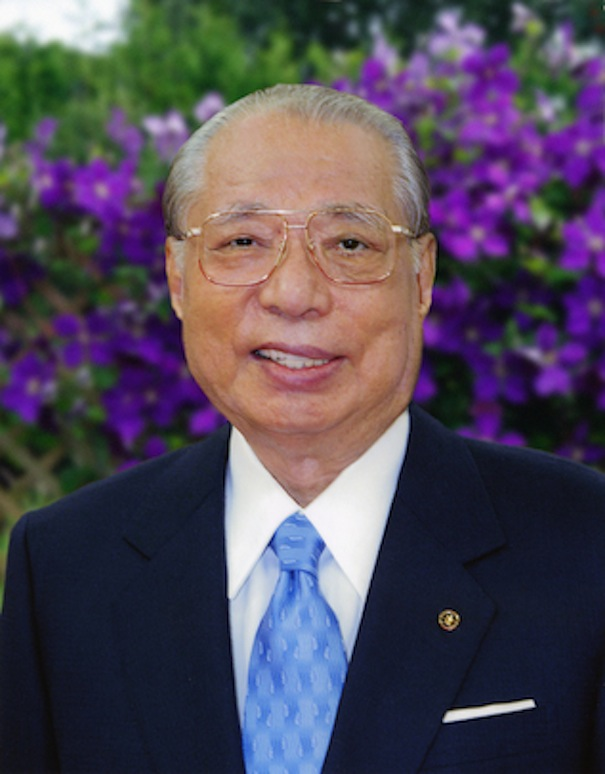
池田大作／11月15日没

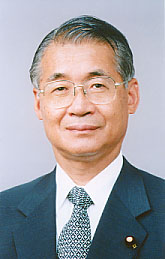
木村仁／11月15日没

- 11月1日 - 李仁秀（朝鮮語版）、大韓民国の政治学者、元明知大学校法政大学学長（* 1931年）[1]
- 11月1日 - ルイージ・ベルリングエル（英語版）、イタリアの政治家、元教育相、元大学・研究相（* 1932年）[2]
- 11月1日 - 奥田拓道、日本の医学者、愛媛大学名誉教授（* 1936年）[3]
- 11月1日 - ボブ・ナイト、アメリカ合衆国のカレッジバスケットボール指導者（* 1940年）[4]
- 11月1日 - 橋本幹雄、日本の実業家、元三越伊勢丹ホールディングス会長（* 1945年）[5]
- 11月2日（訃報発表日） - 韋偉（中国語版）、中華人民共和国・香港の女優（* 1922年）[6]
- 11月2日 - ユッタ・ミュラー、東ドイツのフィギュアスケート指導者（* 1928年）[7]
- 11月2日 - 石津祥介、日本のファッションデザイナー、ファッションディレクター（* 1935年）[8]
- 11月2日 - アンリ・ロペス（英語版）、コンゴ人民共和国・コンゴ共和国の作家、政治家、外交官、元首相、元駐フランス大使（* 1937年）[9]
- 11月2日 - 北浜晴子、日本の声優、ナレーター（* 1938年）[10]
- 11月2日 - ユーリ・テミルカーノフ、ソビエト連邦・ロシアの指揮者（* 1938年）[11]
- 11月2日 - 慎久範（朝鮮語版）、大韓民国の政治家、元済州道知事（* 1942年）[12]
- 11月2日 - 山本則俊、日本の大藏流狂言師（* 1942年）[13]
- 11月2日 - ミシェル・ピルツ、ドイツ出身のルクセンブルクのジャズ・クラリネット奏者（* 1945年）[14]
- 11月2日 - 地村彰之、日本の英文学者、広島大学名誉教授（* 1952年）[15]
- 11月2日 - ウォルター・デイビス、アメリカ合衆国の元プロバスケットボール選手、1976年オリンピック金メダリスト（* 1954年）[16]
- 11月2日 - 四代目朝潮太郎、日本の元大相撲力士（元大関）、7代高砂親方（* 1955年）[17]
- 11月2日 - 中山俊憲、日本の免疫学者、千葉大学学長（* 1959年）[18]
- 11月2日 - 馮英騏（中国語版）、香港の車いすフェンシング選手、2000年・2004年パラリンピック金メダリスト（* 1980年）[19]
- 11月2日 - 山脇幸人、日本の指揮者（* 1992年）[20]
- 11月3日 - デビッド・バーグラス（英語版）、ドイツ出身のイギリスの手品師、メンタリスト（* 1926年）[21]
- 11月3日 - 周鉄農（中国語版）、中華人民共和国の政治家、社会活動家、元全国人民代表大会常務委員会副委員長、元中国国民党革命委員会中央委員会主席（* 1938年）[22]
- 11月4日 - 岩井忠熊、日本の歴史学者、立命館大学名誉教授・元副学長（* 1922年）[23]
- 11月4日 - 保利耕輔、日本の政治家、元衆議院議員（12期）、第54・55代自治大臣、第63・64代国家公安委員会委員長、第114代文部大臣、第51代自由民主党政務調査会長、第43代自由民主党国会対策委員長（* 1934年）[24]
- 11月4日 - 初代花ノ本寿、日本の俳優、日本舞踊家、花ノ本流十五世宗家（* 1939年）[25]
- 11月4日 - 和光晴生、日本のテロリスト、元日本赤軍メンバー（* 1948年）[26]
- 11月4日 - 橋向真、日本の写真家（* 1977年）[27]
- 11月5日 - ドナルド・ハンスバーガー、アメリカ合衆国の指揮者、編曲家（* 1932年）[28]
- 11月5日 - 天野鎮雄、日本の俳優、タレント、ラジオパーソナリティ、劇団「劇座」代表（* 1936年）[29]
- 11月5日 - パット・E・ジョンソン（英語版）、アメリカ合衆国の武術家、俳優（* 1939年）[30]
- 11月5日 - エヴァン・エリンソン、アメリカ合衆国の俳優、元子役 (* 1988年）[31]
- 11月6日 - 平野浩太郎、日本の通信工学者、神戸大学名誉教授（* 1935年）[32]
- 11月6日 - 施敏、台湾の半導体学者（* 1936年）[33]
- 11月6日 - 三浦徳子、日本の作詞家（* 1949年）[34]
- 11月6日 - チャーリー・パク、大韓民国の歌手（* 1955年）[35]
- 11月6日 - アントニ・マルティ（英語版）、アンドラの政治家、元首相（* 1963年）[36]
- 11月7日 - 海野和三郎、日本の天文学者、東京大学名誉教授（* 1925年）[37]
- 11月7日 - フランク・ボーマン、アメリカ合衆国の宇宙飛行士（* 1928年）[38]
- 11月7日 - 小畑修一、日本の教育者、筑波技術大学元学長（* 1928年）[39]
- 11月7日 - 相馬一男、日本の実業家、元住友電設社長・会長（* 1931年?）[40]
- 11月7日 - 賈基山（朝鮮語版）、大韓民国の公務員、政治家、元西区庁長、元大田広域市副市長（* 1942年）[41]
- 11月7日 - 酒見賢一、日本の作家（* 1963年）[42]
- 11月8日 - 十六代目松井角平、日本の実業家、松井建設会長（* 1931年）[43]
- 11月8日 - 田淵義久、日本の実業家、第7代野村證券社長（* 1932年）[44]
- 11月8日 - ワレンチナ・ポノマリョーワ（英語版）、ソビエト連邦の宇宙飛行士（* 1933年）[45]
- 11月8日 - 上田俊和、日本の歴史研究家（* 1940年）[46]
- 11月8日 - 松井範雄、日本の俳優、声優（* 1951年）[47]
- 11月9日 - デイヴィド・ゴティエ、カナダ出身のアメリカ合衆国の哲学者（* 1932年）[48]
- 11月9日 - 佐藤正英、日本の宗教学者、倫理学者、東京大学名誉教授（* 1936年）[49]
- 11月9日 - ユハ・レイヴィスカ、フィンランドの建築家、デザイナー、学者（* 1936年）[50]
- 11月9日 - 大橋純子、日本の歌手（* 1950年）[51]
- 11月9日 - ジョン・トゥービー、アメリカ合衆国の人類学者（* 1952年）[52]
- 11月10日 - 横山昭市、日本の地理学者、愛媛大学名誉教授（* 1928年）[53]
- 11月10日 - 有馬ひろこ、日本の俳人（* 1929年）[54]
- 11月10日 - 仲田順和、日本の真言宗僧侶、醍醐派管長、醍醐寺座主（* 1934年）[55]
- 11月10日 - 別府輝彦、日本の応用微生物学者、東京大学名誉教授（* 1934年）[56]
- 11月10日 - スピロス・フォーカス（英語版）、ギリシャの俳優（* 1937年）[57]
- 11月10日 - ダニーロ・アストリ（英語版）、ウルグアイの政治家、元副大統領、元経済相（* 1940年）[58]
- 11月10日 - ジョン・ベイリー、アメリカ合衆国の撮影監督、映画監督（* 1942年）[59]
- 11月10日 - 細田博之、日本の政治家、衆議院議員【自由民主党所属】、第78代衆議院議長[60]、第70・71代内閣官房長官、元沖縄及び北方対策担当大臣兼科学技術政策担当大臣、第51・54代自由民主党総務会長、第47代自由民主党幹事長、第47代自由民主党国会対策委員長（* 1944年）[61]
- 11月10日 - ダヴィデ・レンネ（英語版）、イタリアのファッションデザイナー（* 1977年）[62]
- 11月11日 - 若林正俊、日本の政治家、元参議院議員・衆議院議員【自由民主党所属】、第43・45・46代農林水産大臣、第8代環境大臣（* 1934年）[63]
- 11月11日 - カレル・シュヴァルツェンベルク、チェコの政治家、外交官、元外務大臣（* 1937年）[64]
- 11月11日 - チャンドラ・モーハン、インドの俳優（* 1941年）[65]
- 11月11日 - コニー・ヴァン・ダイク（英語版）、アメリカ合衆国の歌手、女優（* 1945年）[66]
- 11月11日 - アンヘリータ・バルガス（英語版）、スペインのフラメンコダンサー、歌手（* 1946年）[67]
- 11月11日 - ディミトリエ・ポペスク（英語版）、ルーマニアの競艇選手、1992年オリンピック舵つきフォア金メダリスト（* 1961年）[68]
- 11月11日 - カイル・ルデュック（英語版）、アメリカ合衆国のオフロードレーシングドライバー（* 1981年）[69]
- 11月11日 - D・J・ヘイデン（英語版）、アメリカ合衆国のアメリカンフットボール選手（* 1990年）[70]
- 11月11日 - ラファエル・ドワミーナ、ガーナのプロサッカー選手、元同国代表（* 1995年）[71]
- 11月12日 - ジョーン・ハラ（英語版）、チリのバレエダンサー、人権活動家（* 1927年）[72]
- 11月12日 - 野村二郎、日本のフランス語学者、筑波大学名誉教授（* 1928年）[73]
- 11月12日 - ヘレナ・ピレイチク（英語版）、ポーランドのスピードスケーター、1960年オリンピック銅メダリスト（* 1931年）[74]
- 11月12日 - ドン・ウォルシュ（英語版）、アメリカ合衆国の海洋学者（* 1931年）[75]
- 11月12日 - 千葉一彦、日本の映画美術監督（* 1931年）[76]
- 11月12日 - 鶴羽肇、日本の実業家、元ツルハ社長（* 1932年）[77]
- 11月12日 - 鍾万勰（中国語版）、中華人民共和国の計算力学者、大連理工大学教授（* 1934年）[78]
- 11月12日 - ラヒム・ヒュセイノフ（英語版）、アゼルバイジャンの政治家、第2代共和国首相（* 1936年）[79]
- 11月12日 - ムスタファ・ハサナギッチ（英語版）、セルビアの元プロサッカー選手、指導者、元ユーゴスラビア代表（* 1941年）[80]
- 11月12日 - ニーナ・サドゥール、ロシアの劇作家、小説家（* 1950年）[81]
- 11月12日 - KAN、日本のシンガーソングライター、ラジオパーソナリティ（* 1962年）[82]
- 11月12日 - クスマ・ワドハニ、インドネシアのアーチェリー選手、1988年オリンピック銀メダリスト（* 1964年）[83]
- 11月12日 - ロマン・チェフマーネク（英語版）、チェコのアイスホッケー選手（* 1971年）[84]
- 11月12日 - ケヴィン・チューレン（英語版）、アメリカ合衆国のテレビプロデューサー（* 1979年）[85]
- 11月13日 - 生田正治、日本の実業家、日本郵政公社初代総裁（* 1935年）[86]
- 11月13日 - 石井衛、日本の囲碁棋士（* 1937年）[87]
- 11月13日 - マリアン・トランプ・バリー、アメリカ合衆国の裁判官、弁護士（* 1937年）[88]
- 11月13日 - テンギズ・キトヴァニ（英語版）、ジョージアの政治家、軍人、元国防相（* 1938年）[89]
- 11月13日 - マイケル・ビショップ、アメリカ合衆国のSF作家（* 1945年）[90]
- 11月13日 - ヘスス・オシエル・バエナ（英語版）、メキシコの裁判官、アグアスカリエンテス州選挙裁判所判事、LGBT人権活動家（* 1984年）[91]
- 11月13日 - ムハンマド・ダバビシュ（英語版）、パレスチナの諜報員、ハマース総合治安局長官（* 生年不明）[92]
- 11月14日 - 飯島泰蔵、日本の工学者、東京工科大学名誉教授、東京工業大学名誉教授（* 1925年）[93]
- 11月14日 - プリスヴィラージ・シン・オベロイ（英語版）、インドの実業家、元オベロイ・ホテルズ&リゾーツ会長（* 1929年）[94]
- 11月14日 - 本村昌次、日本の実業家、スタジオアリス創業者（* 1944年）[95]
- 11月14日 - ピーター・サイドラー、アメリカ合衆国の実業家（* 1960年）[96]
- 11月14日 - パレスチナ・イスラエル戦争における空爆の犠牲者：
  - ムハンマド・シャビール（英語版）、パレスチナの政治家、教育者、ガザ・イスラーム大学元学長（* 1946年）[97]
  - イブラヒム・クサヤ（英語版）、パレスチナのバレーボール選手、同国代表（* 生年不明）[98]
  - ハッサン・ズワイター（英語版）、パレスチナのバレーボール選手、同国代表（* 生年不明）[98]
- 11月15日 - 二宮康明、日本の紙飛行機設計者（* 1926年）[99]
- 11月15日 - 池田大作、日本の宗教家、創価学会第3代会長・名誉会長（* 1928年）[100]
- 11月15日 - 木村仁、日本の政治家、自治官僚、元参議院議員【自由民主党所属】、第17代消防庁長官、元外務副大臣、元自由民主党両院議員総会長（* 1934年）[101]
- 11月15日 - 川島信也、日本の政治家、元滋賀県長浜市長（* 1936年）[102]
- 11月15日 - 福岡道雄、日本の彫刻家（* 1936年）[103]
- 11月15日（遺体発見日） - ウラジミール・スビリドフ（ロシア語版）、ロシアの軍人、第6航空・防空軍元司令官、中将（* 1955年）[104]

## 16日 - 30日

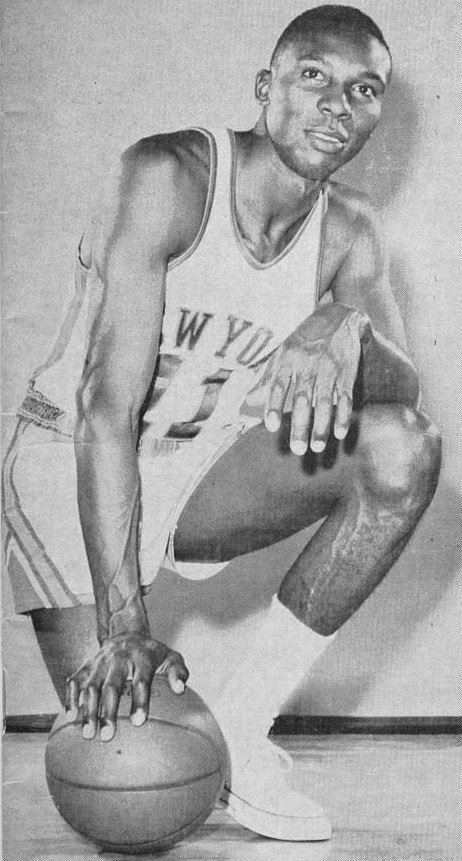
ジョニー・グリーン／11月16日没

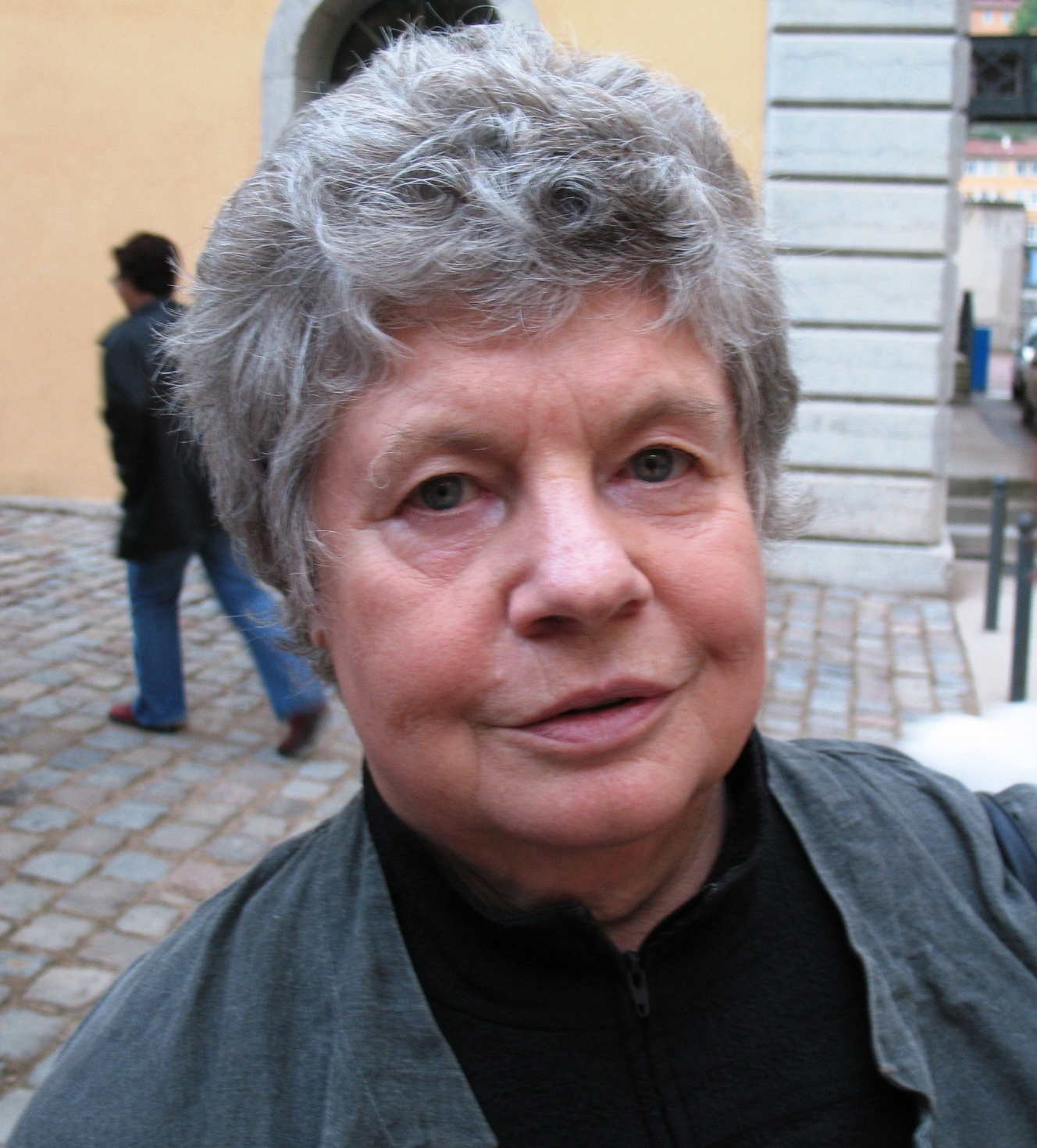
A・S・バイアット／11月16日没

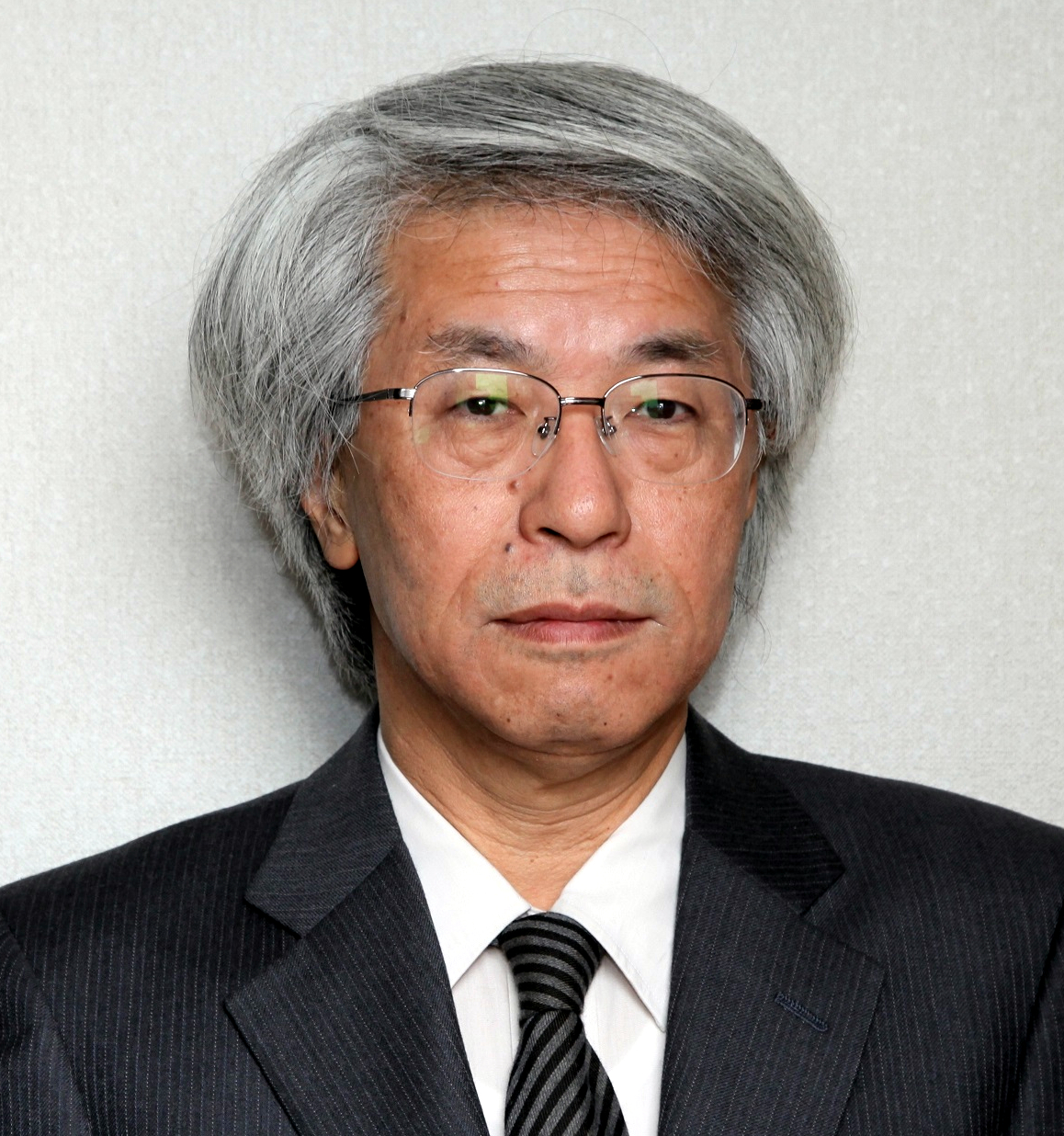
近藤孝男／11月16日没

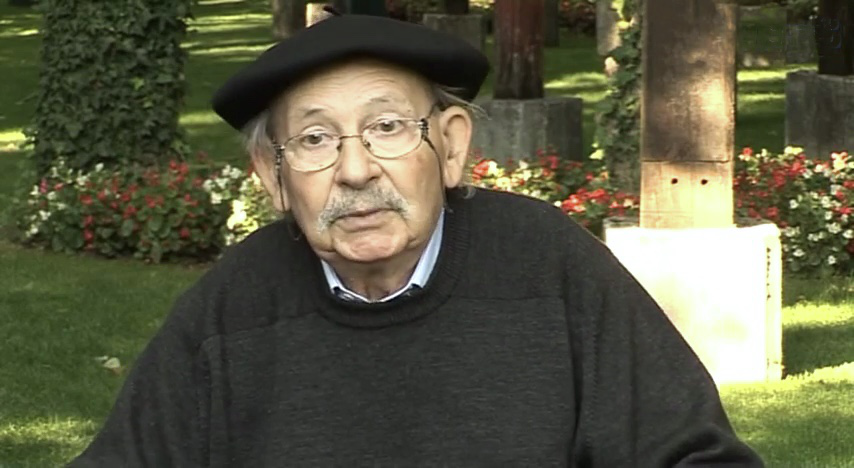
アグスティン・イバロラ／11月17日没

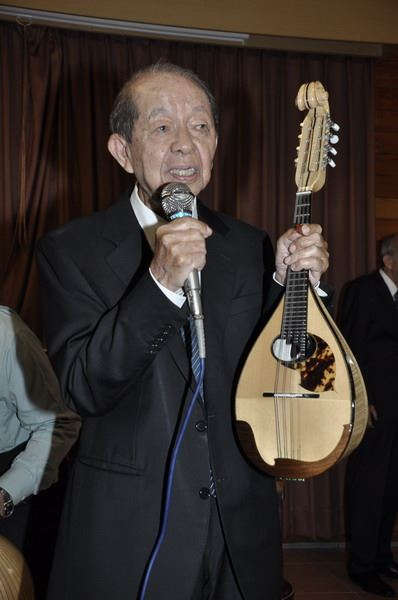
許文龍／11月18日没

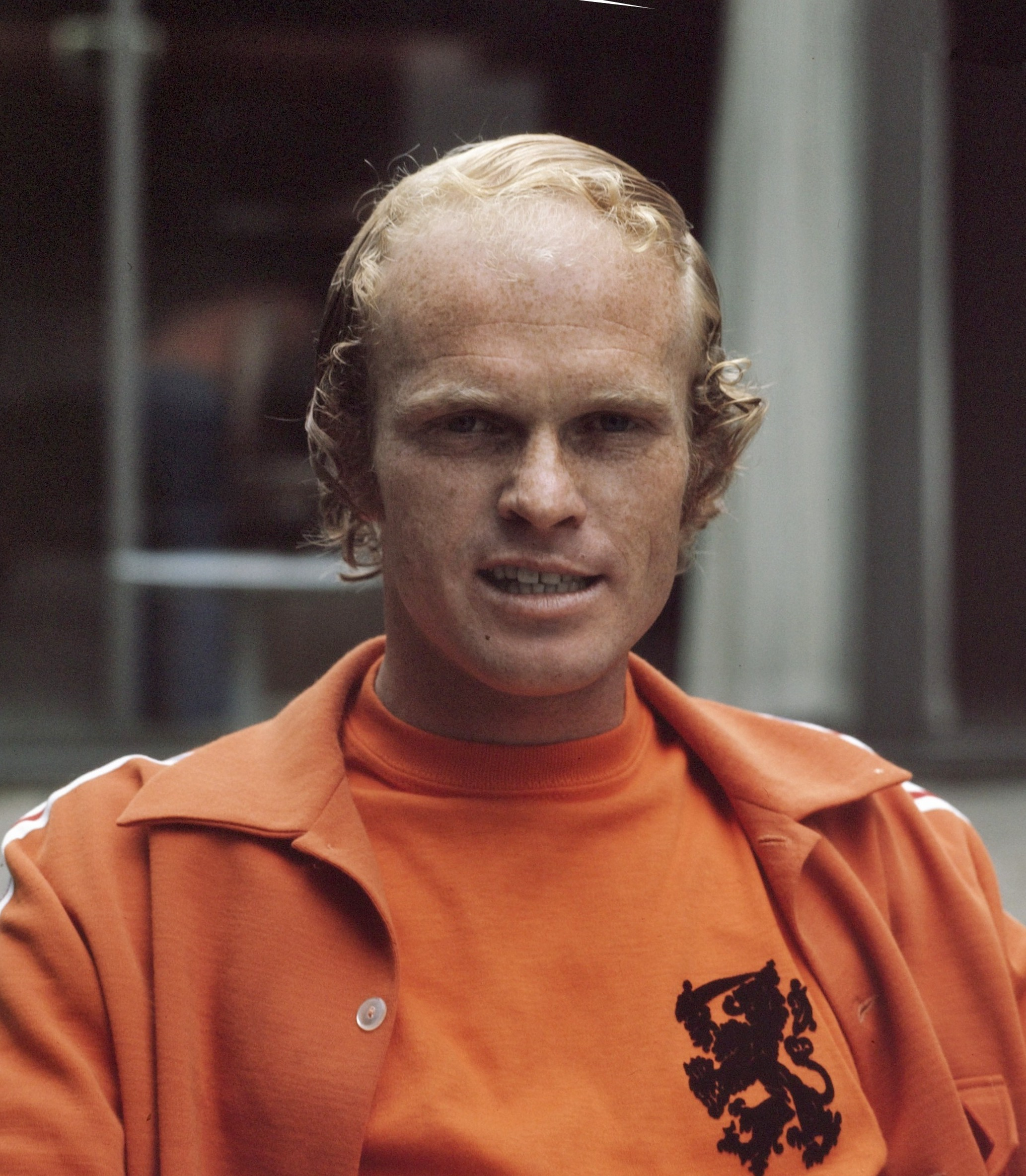
ルート・ヘールス／11月18日没

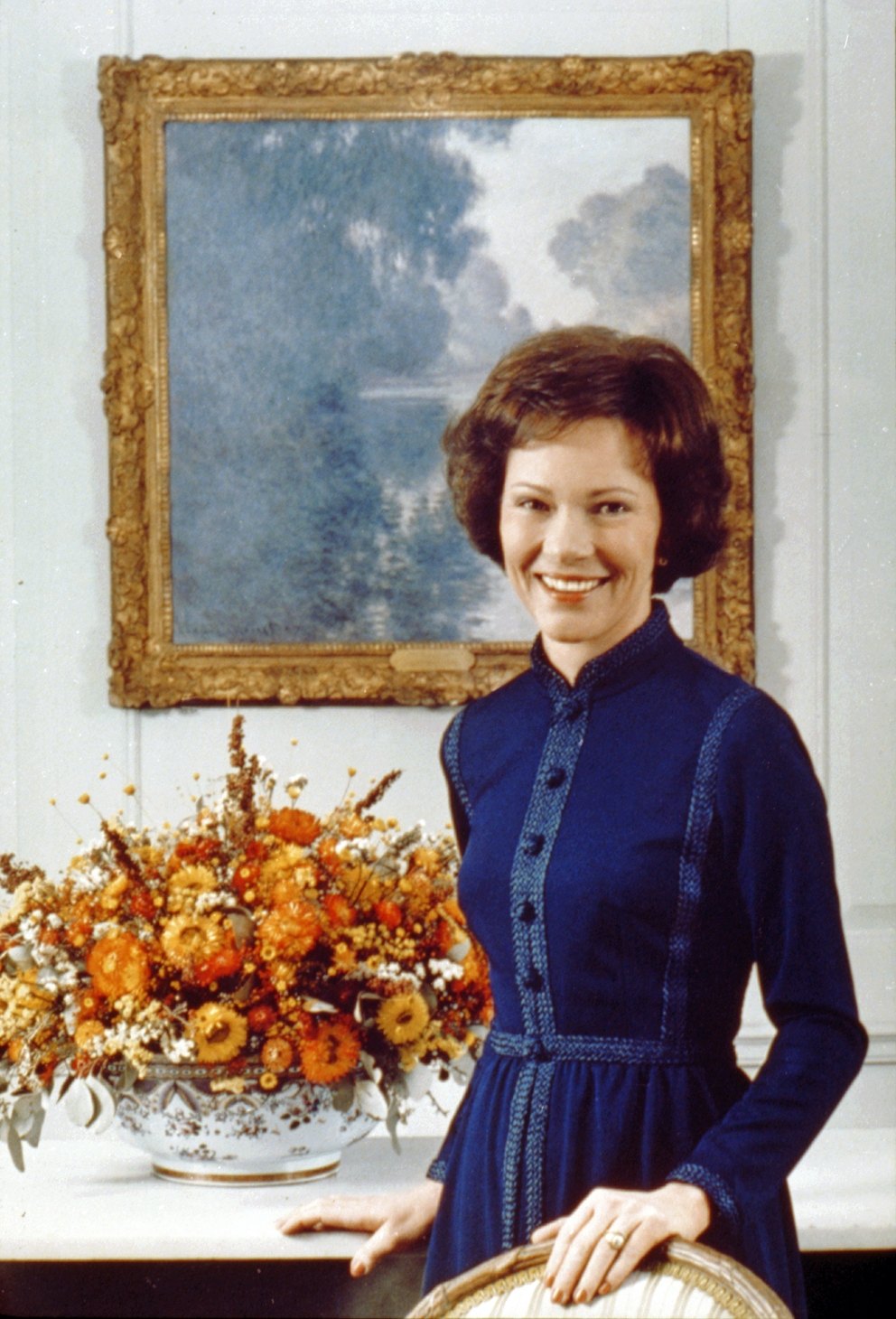
ロザリン・カーター／11月19日没

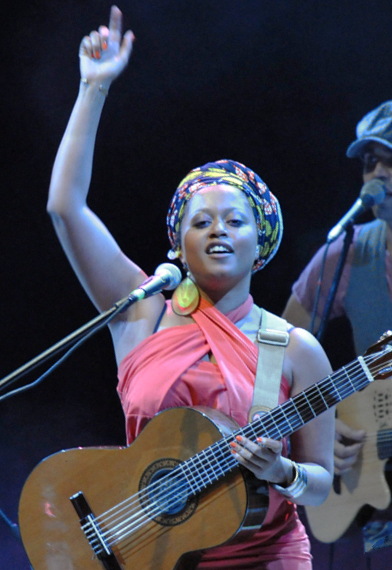
サラ・タヴァレス／11月19日没

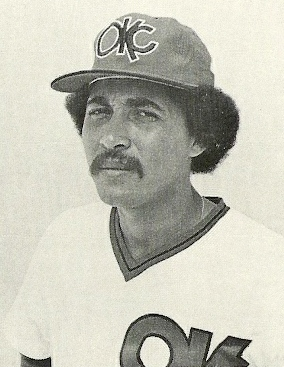
ウィリー・ヘルナンデス／11月20日没

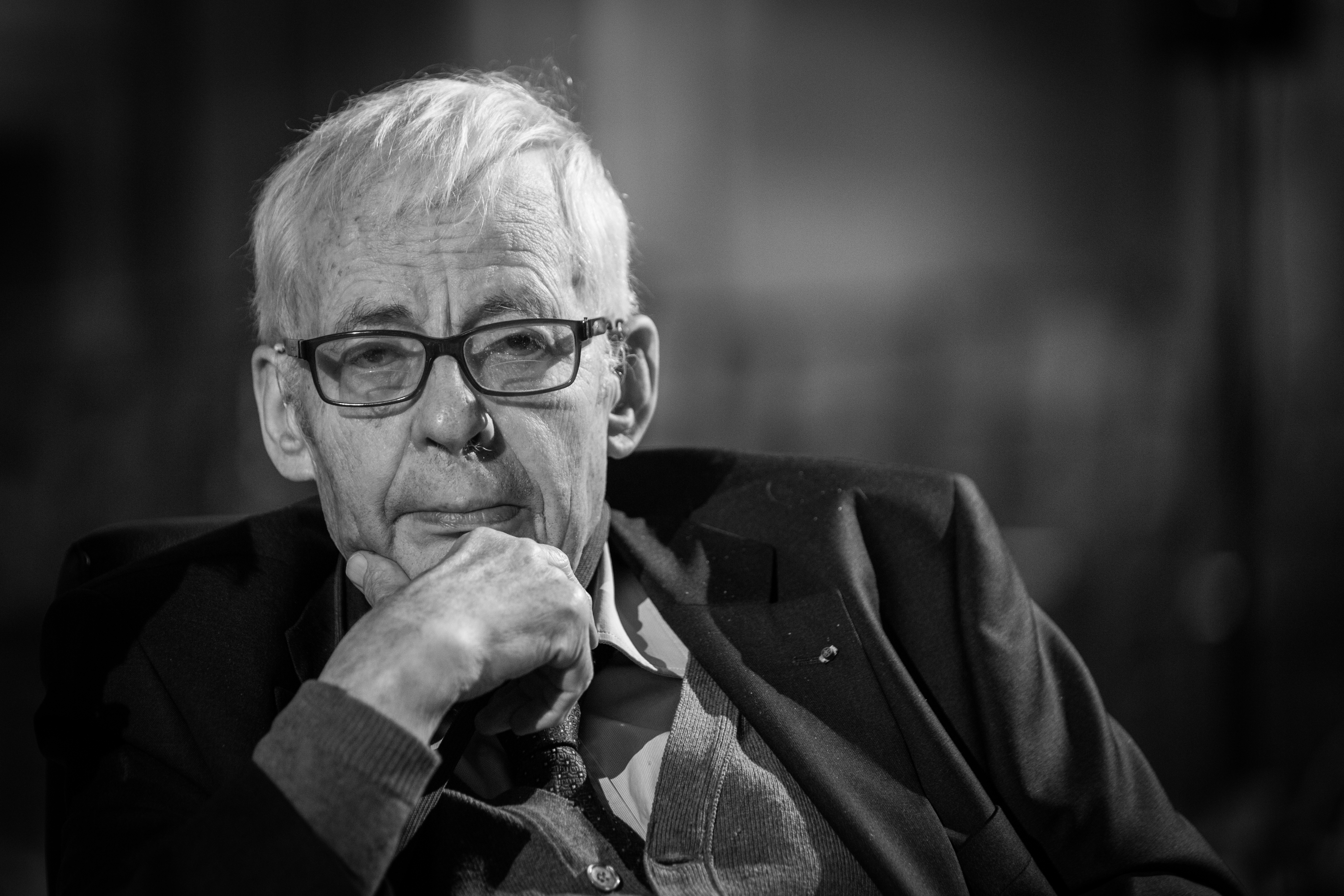
エマニュエル・ル・ロワ・ラデュリ／11月22日没

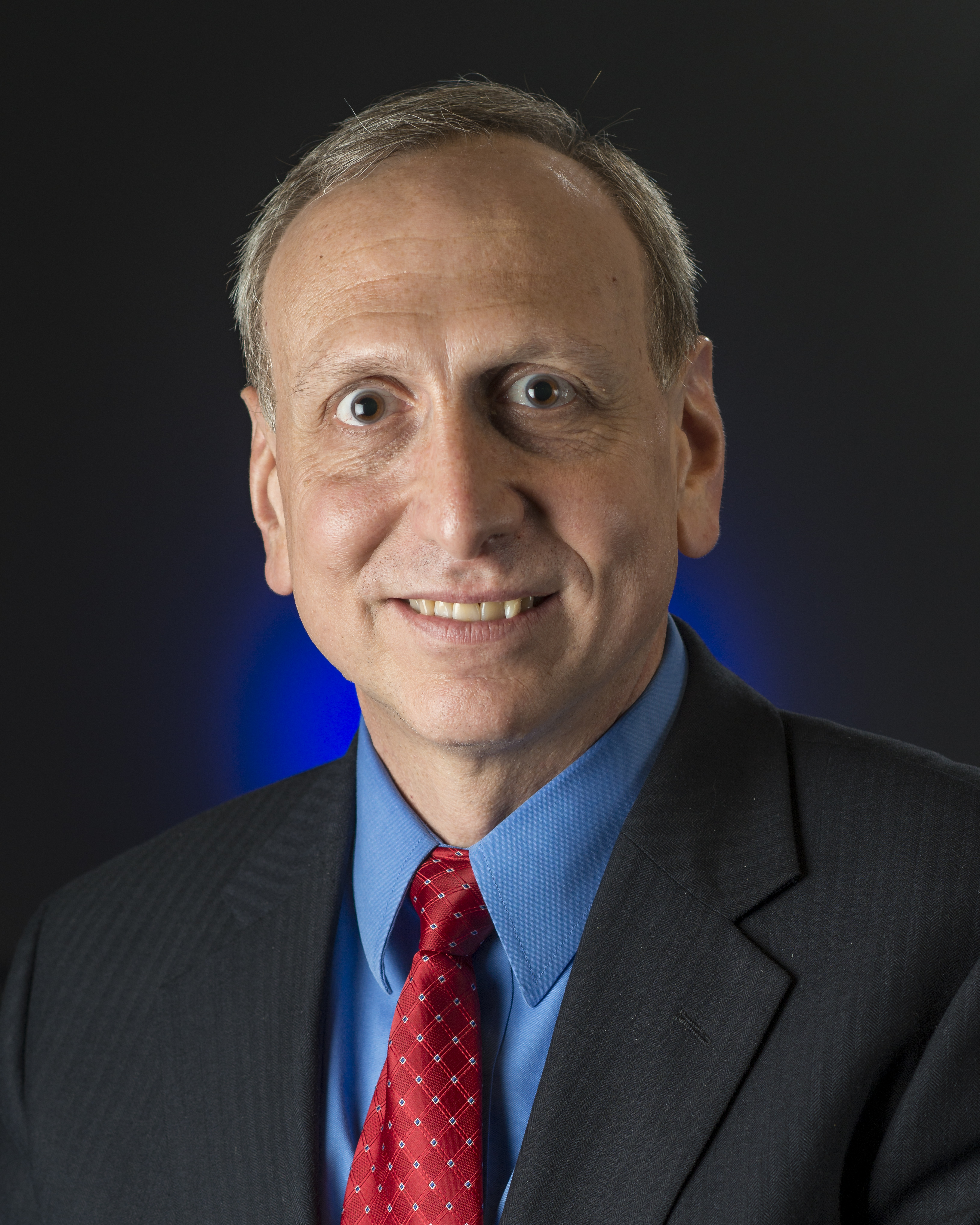
スティーブ・ユルチク／11月23日没

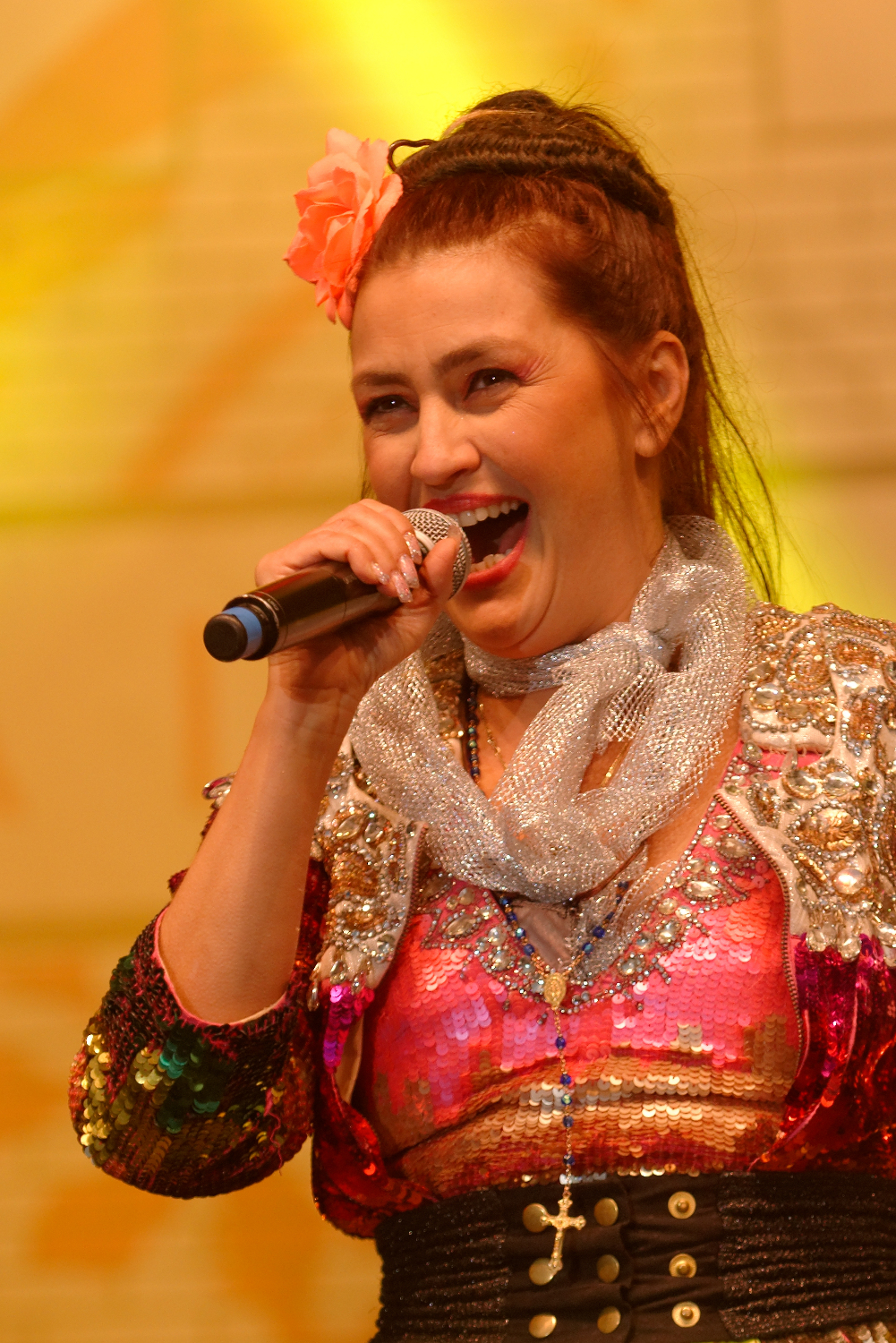
ローナ・ハートナー／11月23日没

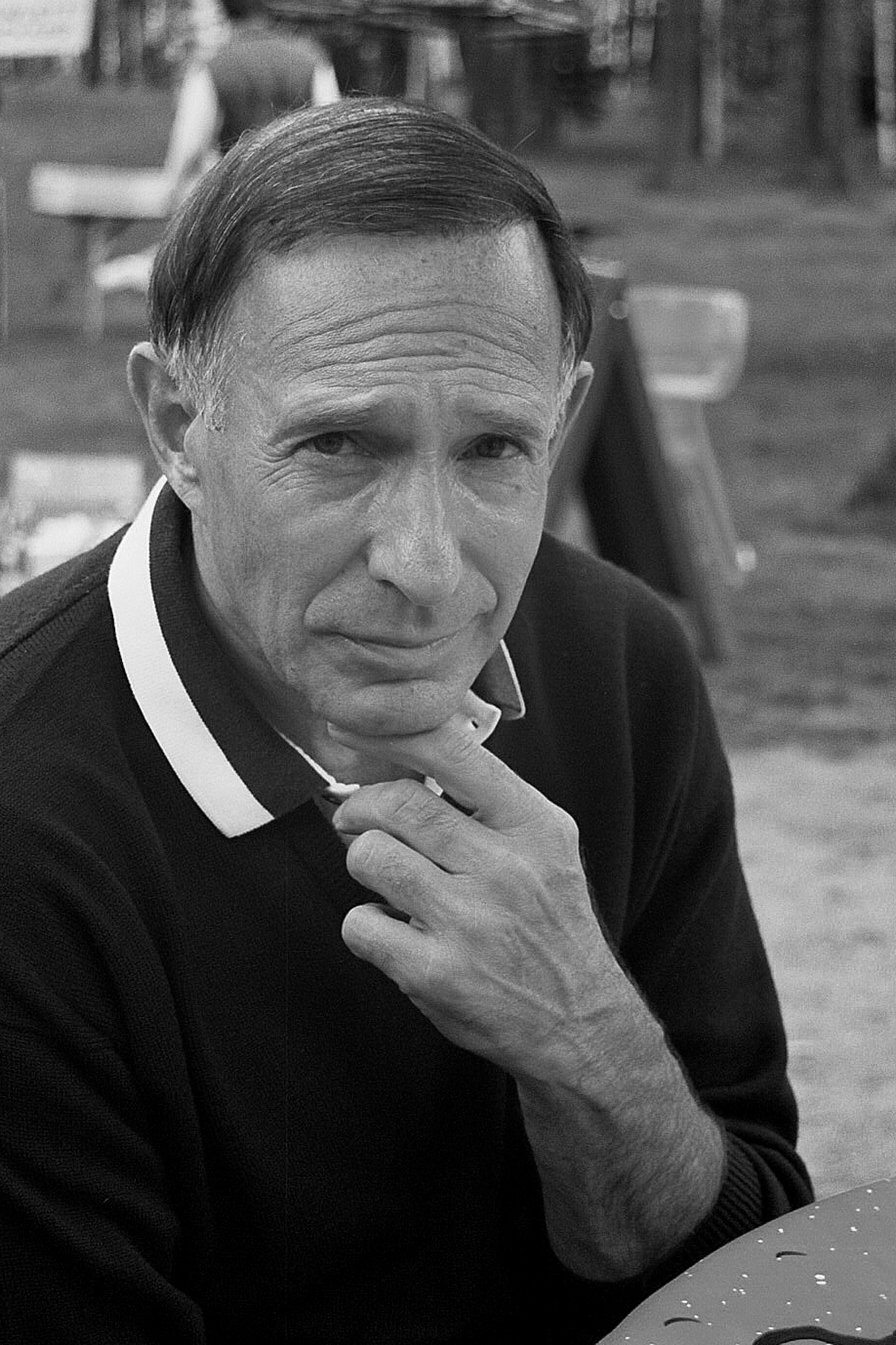
ジョージ・コーホン／11月24日没

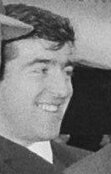
テリー・ヴェナブルズ／11月25日没

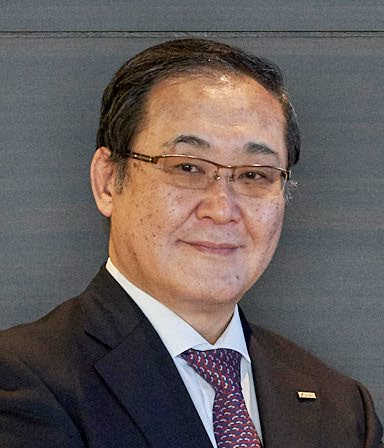
太田純／11月25日没

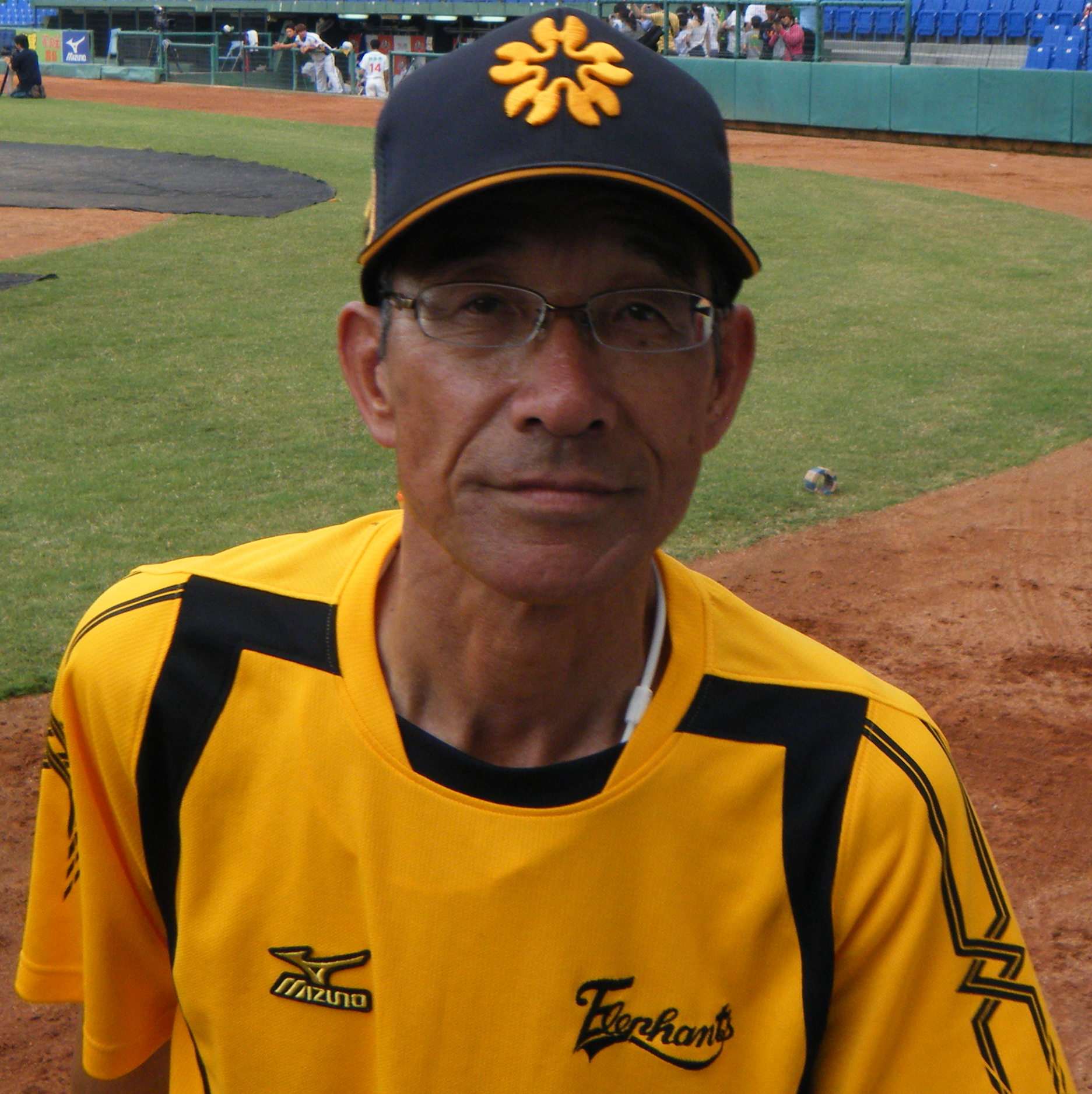
榊原良行／11月26日没

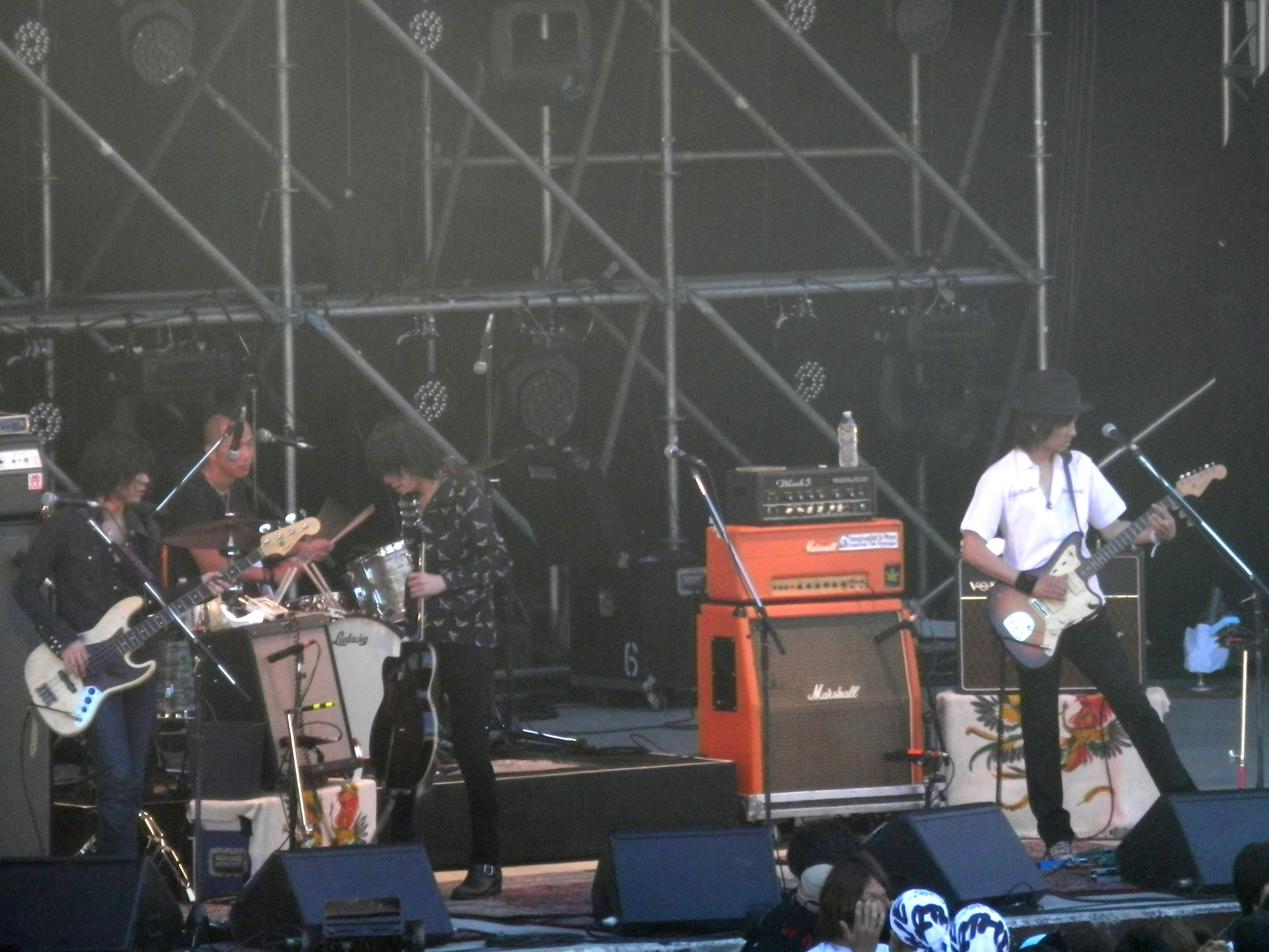
チバユウスケ（右から2人目）／11月26日没

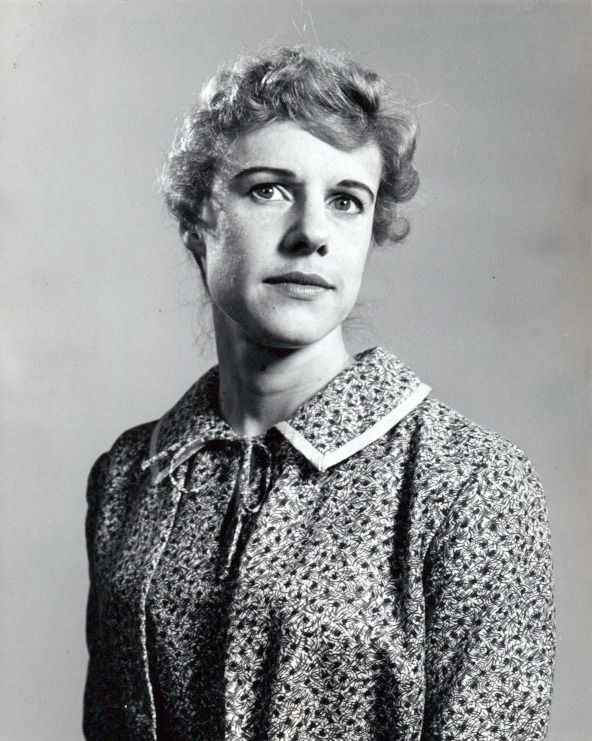
フランシス・スターンハーゲン／11月27日没

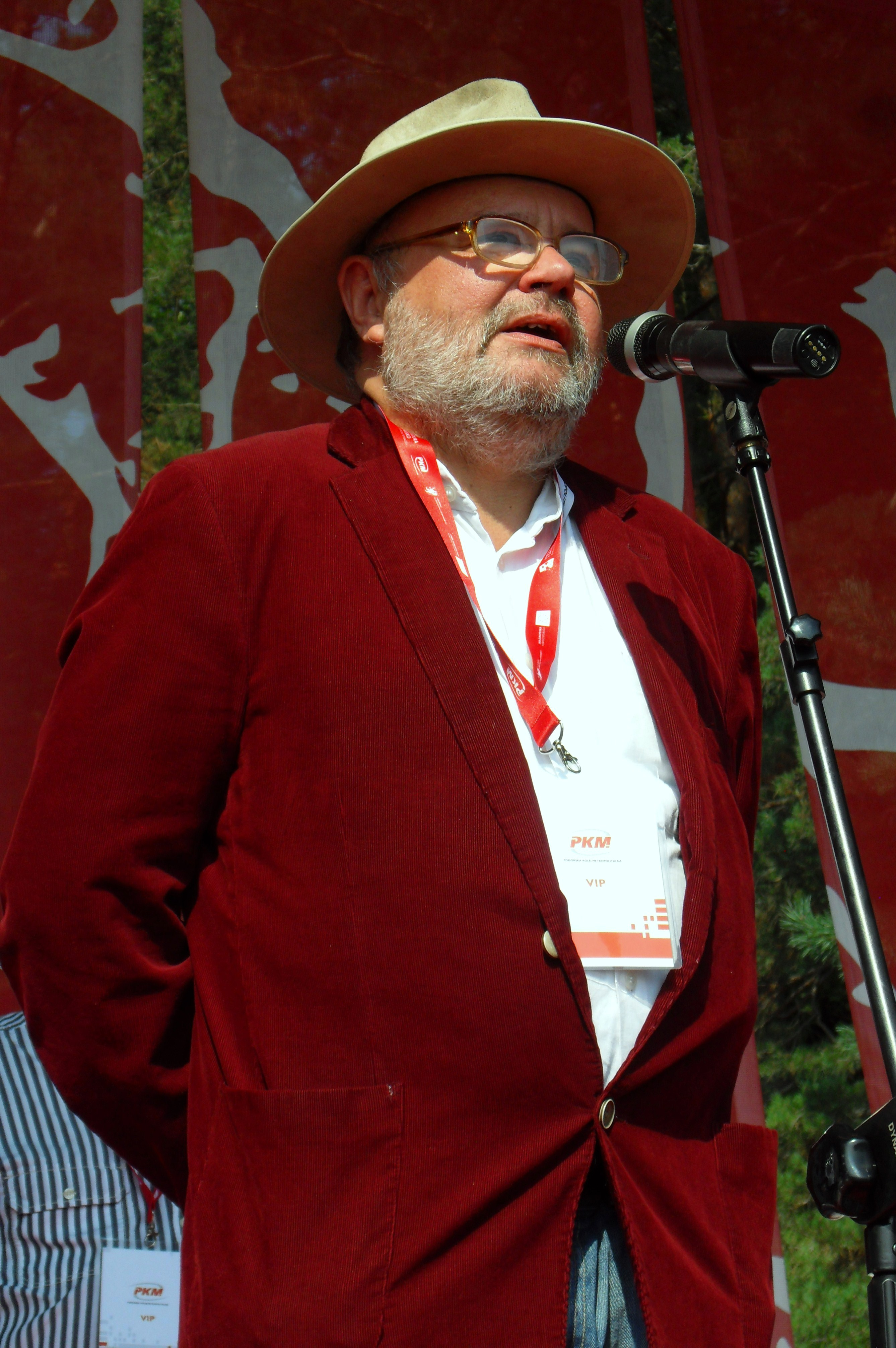
パヴェウ・ヒュレ／11月27日没

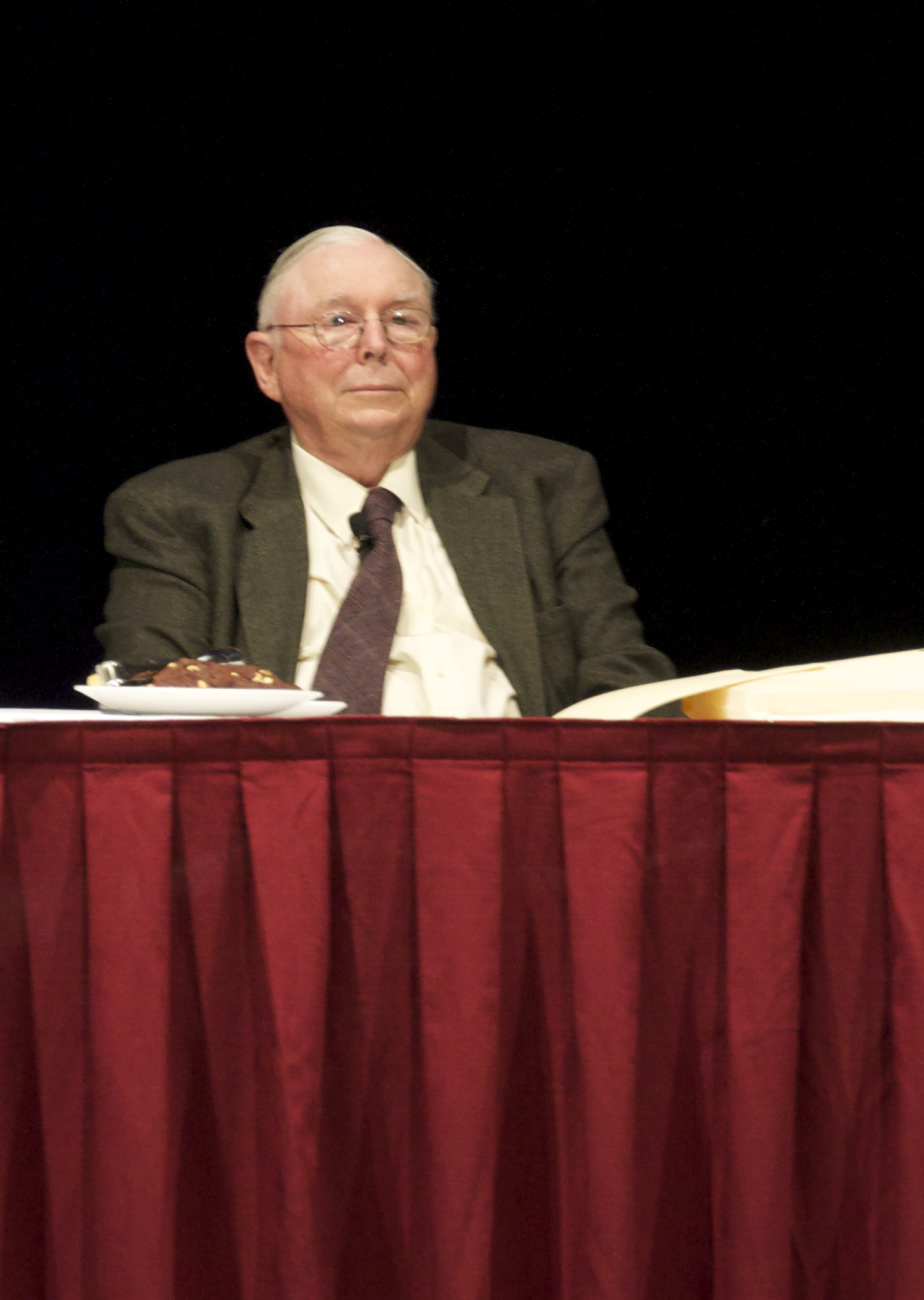
チャールズ・マンガー／11月28日没

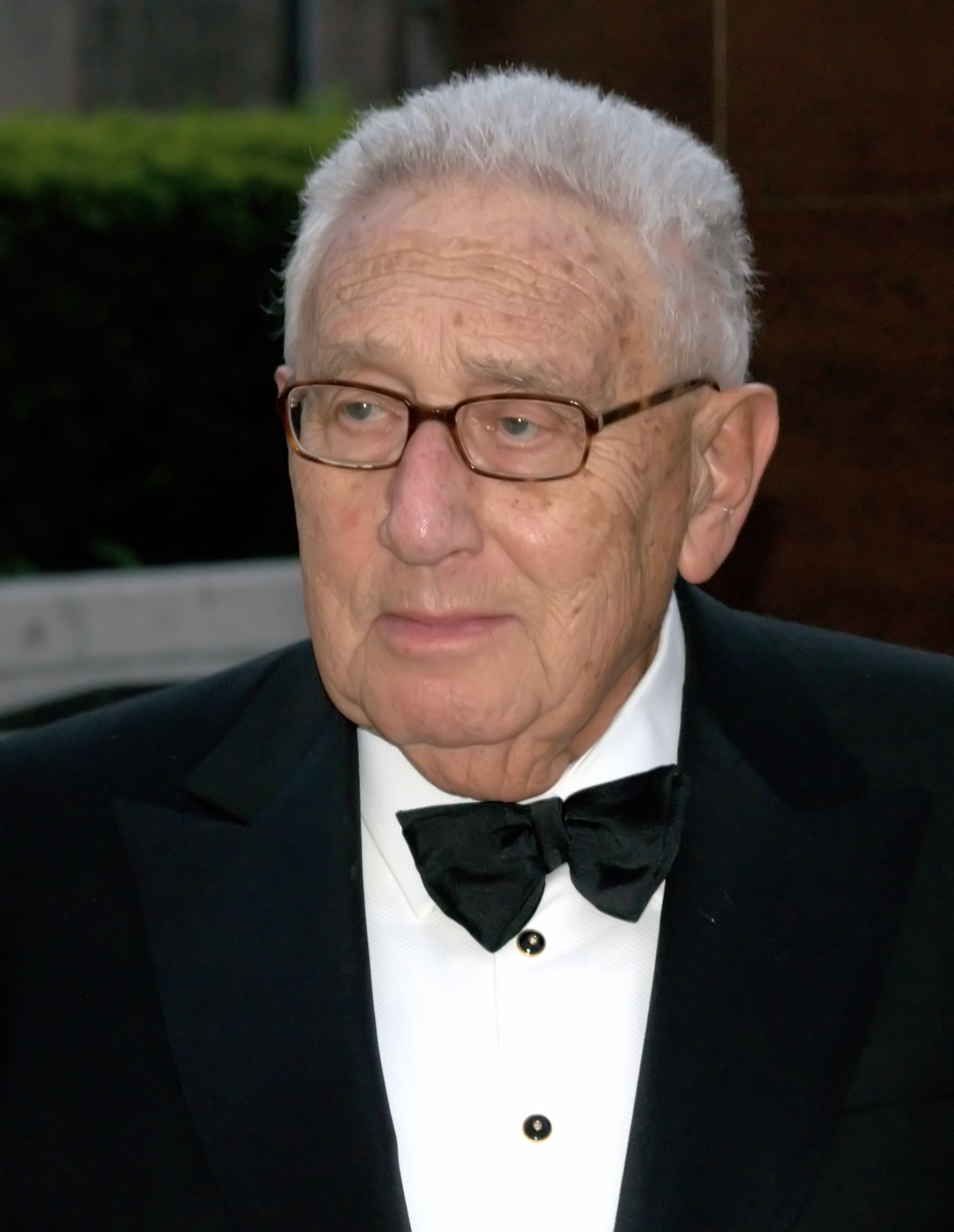
ヘンリー・キッシンジャー／11月29日没

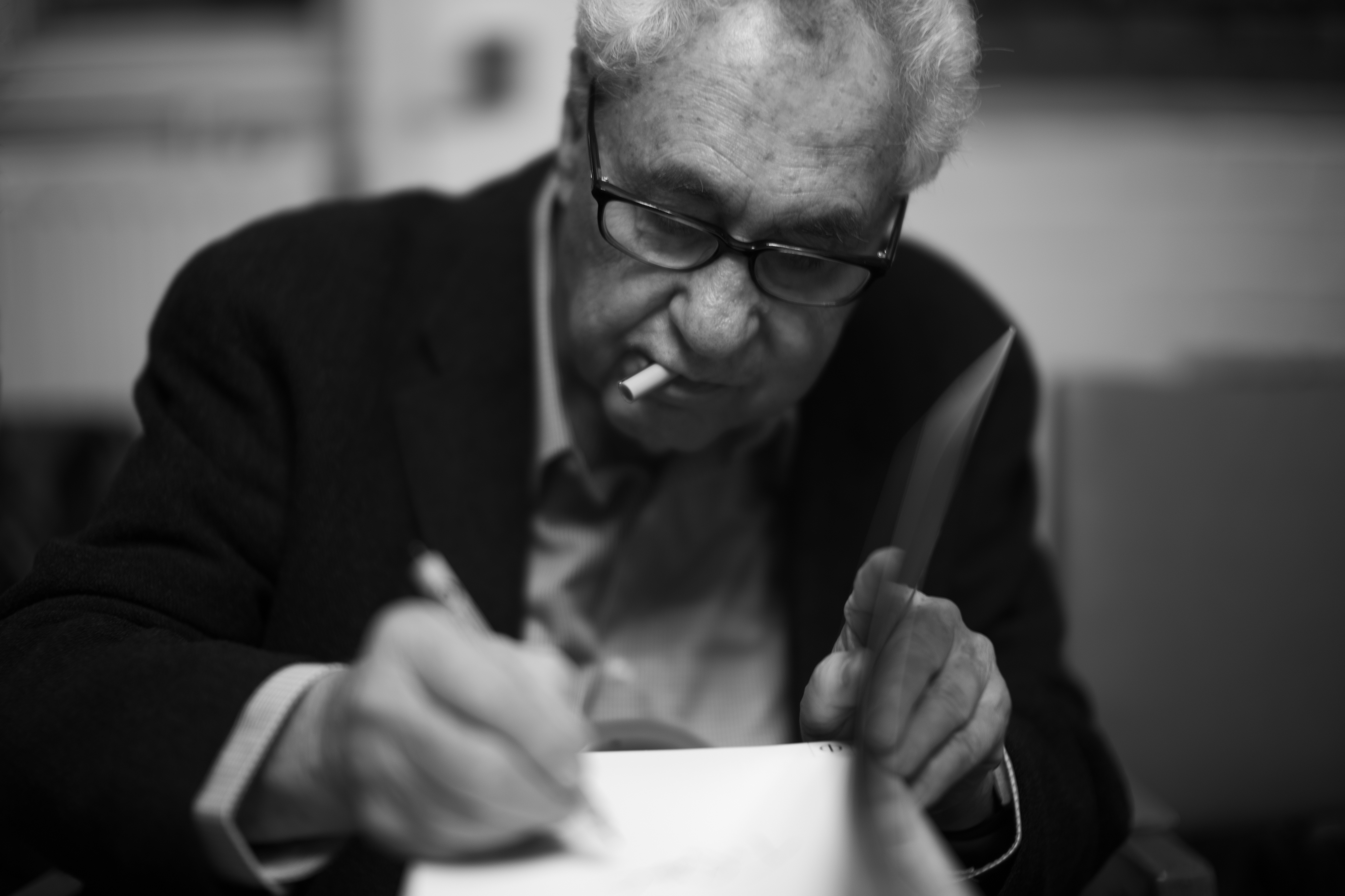
エリオット・アーウィット／11月29日没

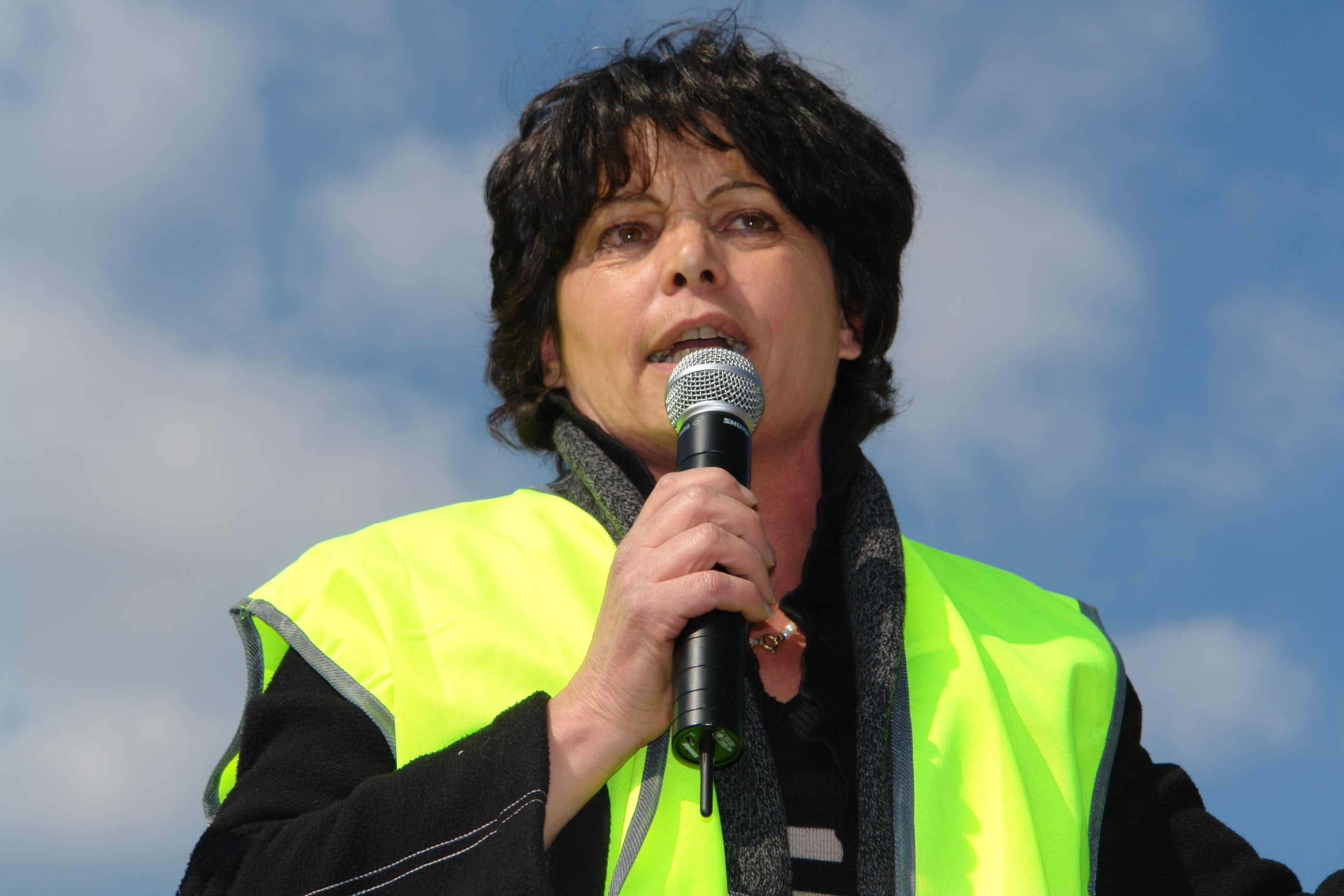
ミシェル・リヴァジ／11月29日没

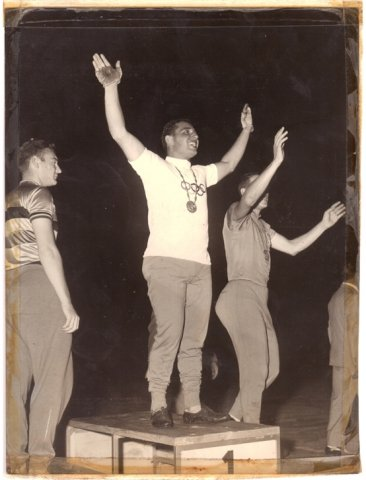
サンテ・ガイアルドーニ／11月30日没

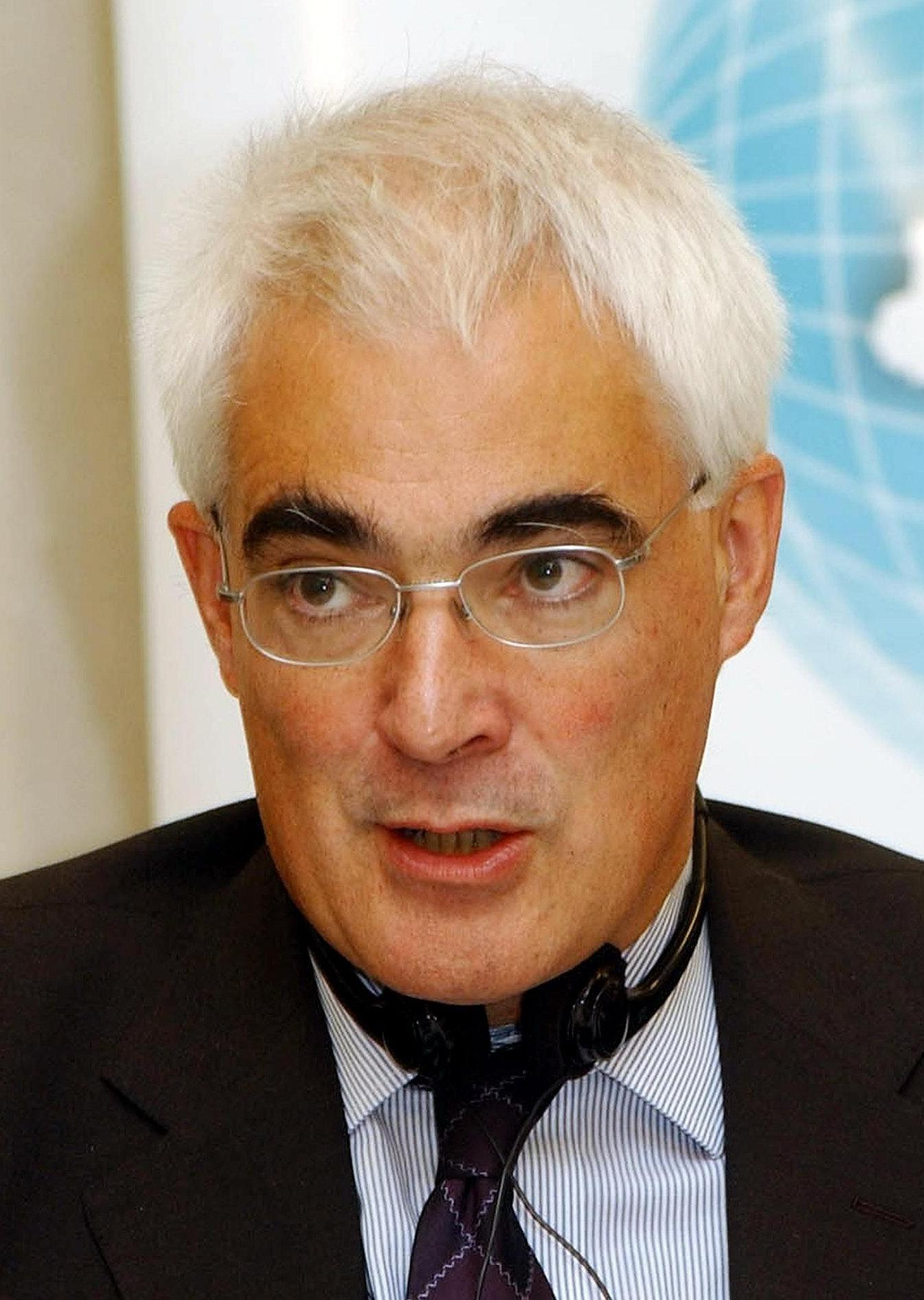
アリスター・ダーリング／11月30日没

- 11月16日 - ジョニー・グリーン、アメリカ合衆国のプロバスケットボール選手（* 1933年）[105]
- 11月16日 - 仲井間文子、日本のファッションデザイナー（* 1935年?）[106]
- 11月16日 - A・S・バイアット、イギリスの小説家（* 1936年）[107]
- 11月16日 - 近藤孝男、日本の生物学者、名古屋大学名誉教授（* 1948年）[108]
- 11月16日 - ジョージ・ブラウン、アメリカ合衆国のドラマー、クール&ザ・ギャングメンバー（* 1964年）[109]
- 11月16日 - 菊地創、日本の作曲家、編曲家、音楽プロデューサー（* 1979年）[110]
- 11月17日 - アグスティン・イバロラ、スペインの画家、彫刻家（* 1930年）[111]
- 11月17日 - クロード・カーン（英語版）、フランスのピアニスト（* 1935年）[112]
- 11月17日 - 三木靖、日本の歴史学者、鹿児島国際大学短期大学部名誉教授（* 1937年）[113]
- 11月17日 - アフマド・バハル（英語版）、パレスチナの政治家、立法評議会第一副議長（* 1949年）[114]
- 11月17日（訃報発表日） - チャーリー・ドミニシ（英語版）、アメリカ合衆国の歌手、元ドリーム・シアターメンバー（* 1951年）[115]
- 11月17日 - アンリ・スタンブリ、フランスの元プロサッカー選手、サッカー指導者（* 1961年）[116]
- 11月18日 - 許文龍、台湾の実業家、奇美実業創業者（* 1928年）[117]
- 11月18日 - 三木卓、日本の小説家、詩人、翻訳家（* 1935年）[118]
- 11月18日 - デイヴィッド・デル・トレディチ、アメリカ合衆国の作曲家（* 1937年）[119]
- 11月18日 - ルート・ヘールス、オランダのプロサッカー選手、元同国代表（* 1948年）[120]
- 11月18日 - 蕭言中（中国語版）、台湾の漫画家（* 1965年）[121]
- 11月18日 - 井川瑠音、日本の女優（* 1992年）[122]
- 11月19日 - ロザリン・カーター、アメリカ合衆国の元ファーストレディ（* 1927年）[123]
- 11月19日 - 鈴木瑞穂、日本の俳優、声優（* 1927年）[124]
- 11月19日 - ジョス・アクランド、イギリスの俳優（* 1928年）[125]
- 11月19日 - 箕輪久夫、日本の声楽家、新潟大学名誉教授（* 1935年）[126]
- 11月19日 - パク・ドンリョン（朝鮮語版）、大韓民国の俳優（* 1940年）[127]
- 11月19日 - ジュゼッペ・アルツィッリ（英語版）、サンマリノの政治家、宝石商、美術品蒐集家、元執政（イタリア語版）（* 1941年）[128]
- 11月19日 - 津田謹輔、日本の栄養学者、帝塚山学院大学学長（* 1949年）[129]
- 11月19日 - 吉田和憲、日本のレーシングライダー、実業家（* 1969年?）[130]
- 11月19日 - サラ・タヴァレス、ポルトガルの歌手（* 1978年）[131]
- 11月20日 - おかだえみこ、日本のアニメーション・映画評論家（* 1934年?）[132]
- 11月20日 - ソドスリ・パンヤーラチュン（タイ語版）、タイの王族、元首相夫人（* 1936年）[133]
- 11月20日 - 稲永修、日本の実業家、トーエル名誉会長（* 1936年）[134]
- 11月20日 - ステファニー・ブリュースター・ブリューワー・テイラー・アレクサンダー、アメリカ合衆国の数学者（* 1941年）[135]
- 11月20日 - ウィリー・エルナンデス、アメリカ合衆国・プエルトリコ出身の元プロ野球選手（* 1954年）[136]
- 11月20日 - マーズ・ウィリアムズ（英語版）、アメリカ合衆国のジャズサクソフォン奏者、ザ・サイケデリック・ファーズメンバー（* 1955年）[137]
- 11月21日 - 櫻井規順、日本の政治家、元参議院議員【日本社会党所属】（* 1935年）[138]
- 11月21日 - ヘロニモ・サーベドラ（英語版）、スペインの政治家、元カナリア諸島州首相、元教育科学相、元行政相、元ラス・パルマス市長（* 1936年）[139]
- 11月22日 - 金森千栄子、日本のアナウンサー【北陸放送所属】、ディレクター、実業家（* 1928年）[140][141]
- 11月22日 - エマニュエル・ル・ロワ・ラデュリ、フランスの歴史家（* 1929年）[142]
- 11月22日 - 北原秀晃、日本のバレエダンサー、初代東京バレエ団芸術監督（* 1940年?）[143]
- 11月22日 - リンダ・サルツマン・セーガン（英語版）、アメリカ合衆国の芸術家、作家（* 1940年）[144]
- 11月22日 - ジーン・ナイト、アメリカ合衆国の歌手（* 1943年）[145]
- 11月22日 - フランソワ・ミュジー、フランスの録音技師（* 1955年）[146]
- 11月22日 - フィル・クアルタラロ（英語版）、アメリカ合衆国の実業家、元ヴァージン・レコード、ワーナー・レコード、EMIのCEO（* 1956年）[147]
- 11月22日 - 森正文、日本の実業家、一休創業者（* 1962年）[148]
- 11月23日 - ファティマ・ベーヴィ（英語版）、インドの法曹、政治家、最高裁判所の裁判官、元タミル・ナードゥ州知事（* 1927年）[149]
- 11月23日 - 原道生、日本の日本近世演劇研究者、明治大学名誉教授（* 1936年）[150]
- 11月23日 - スティーブ・ユルチク、アメリカ合衆国の技術者、元NASA長官代理（* 1962年）[151]
- 11月23日 - ラッセル・ノーマン（英語版）、イギリスの料理人、レストラン経営者、作家（* 1965年）[152]
- 11月23日 - ローナ・ハートナー、ルーマニアの女優、歌手（* 1973年）[153]
- 11月23日 - アブソリュート・アンディ（英語版）、ドイツのプロレスラー（* 1983年）[154]
- 11月24日 - エリオット・シルヴァースタイン（英語版）、アメリカ合衆国の映画監督（* 1927年）[155]
- 11月24日 - 藤間秀嘉、日本の日本舞踊家（* 1933年）[156]
- 11月24日 - ジョージ・コーホン、アメリカ合衆国出身のカナダの実業家（* 1937年）[157]
- 11月24日 - 浜田矩男、日本の実業家、元東邦ホールディングス社長（* 1940年）[158]
- 11月24日 - ダグラス・アールシュテット（英語版）、アメリカ合衆国のテノール歌手（* 1945年）[159]
- 11月24日 - ロン・ホッジス（英語版）、アメリカ合衆国の元MLB選手【ニューヨーク・メッツ所属】（* 1949年）[160]
- 11月24日 - 伊集院静、日本の作家、作詞家（* 1950年）[161]
- 11月25日 - 瀬戸勇、日本の実業家、元東京楽天地社長（* 1933年?）[162]
- 11月25日 - ラリー・フィンク（英語版）、アメリカ合衆国の写真家（* 1941年）[163]
- 11月25日 - テリー・ヴェナブルズ、イングランドの元サッカー選手・指導者、元同国代表・代表監督（* 1943年）[164]
- 11月25日 - ジェラール・コロン（英語版）、フランスの政治家、元内務相、元リヨン市長（* 1947年）[165]
- 11月25日 - 中森愛、日本の漫画家（* 1956年?）[166]
- 11月25日 - 太田純、日本の実業家、三井住友フィナンシャルグループ社長兼グループCEO（* 1958年）[167]
- 11月25日（訃報発表日） - ムハンマド・ハマーダ（アラビア語版）、パレスチナの政治家、ハマース報道官（* 1977年）[168]
- 11月25日（訃報発表日） - フルサーン・ハリーファ（アラビア語版）、パレスチナの活動家、ハマースのヨルダン川西岸地区北部指揮官（* 1983年）[168]
- 11月26日 - 加藤東洋、日本の実業家、元豊田工機社長（* 1930年?）[169]
- 11月26日 - アルベルト・ダ・コスタ・イ・シルヴァ（英語版）、ブラジルの歴史家、詩人、元外交官、カモンイス賞受賞者（* 1931年）[170]
- 11月26日 - ブライアン・ゴディング、イギリスのギタリスト（* 1945年）[171]
- 11月26日 - 大瀬ゆめじ、日本の漫才師（* 1948年）[172]
- 11月26日 - 榊原良行、日本の元プロ野球選手【阪神タイガース・日本ハムファイターズ所属】、元プロ野球コーチ【日本ハムファイターズ・阪神タイガース・中日ドラゴンズ・兄弟エレファンツ】（* 1949年）[173]
- 11月26日 - 石井好博、日本の野球指導者、東葉高等学校野球部監督、元習志野市立習志野高等学校野球部監督（* 1949年）[174]
- 11月26日 - 崔洛正（朝鮮語版）、大韓民国の政治家、公務員、元海洋水産部長官（* 1953年）[175]
- 11月26日 - 山木泰人、日本の映像プロデューサー、実業家、フェニックス・エンタテインメント代表取締役（* 1957年?）[176]
- 11月26日 - ジョーディー・ウォーカー（英語版）、アメリカ合衆国のギタリスト、キリング・ジョークメンバー（* 1958年）[177]
- 11月26日 - 河合幹雄、日本の法学者、桐蔭横浜大学教授（* 1960年）[178]
- 11月26日 - ティム・ドーシー（英語版）、アメリカ合衆国の小説家（* 1961年）[179]
- 11月26日 - チバユウスケ、日本のミュージシャン（* 1968年）[180]
- 11月27日 - ヴィクター・J・ケンパー、アメリカ合衆国の撮影監督（* 1927年）[181]
- 11月27日 - フランシス・スターンハーゲン、アメリカ合衆国の女優（* 1930年）[182]
- 11月27日 - 西條孝之介、日本のテナーサックス奏者（* 1931年）[183]
- 11月27日 - ウィリアム・アナスタシ（英語版）、アメリカ合衆国の造形作家（* 1933年）[184]
- 11月27日 - 向吉文男、日本の洋画家（* 1943年）[185]
- 11月27日 - メアリー・L・クリーブ（英語版）、アメリカ合衆国の宇宙飛行士（* 1947年）[186]
- 11月27日 - パヴェウ・ヒュレ、ポーランドの散文家、詩人、劇作家、脚本家、随筆家（* 1957年）[187]
- 11月28日 - チャールズ・マンガー、アメリカ合衆国の実業家、投資持株会社バークシャー・ハサウェイ副会長（* 1924年）[188]
- 11月28日（訃報発表日） - セシル・サンドフォード、イギリスのオートバイレーサー（* 1928年）[189]
- 11月28日 - 豊田有恒、日本のSF作家（* 1938年）[190]
- 11月28日 - 大石清、日本の元プロ野球選手【広島カープ・阪急ブレーブス所属】、元プロ野球コーチ（* 1940年）[191]
- 11月28日 - ヨシップ・チョラック（英語版）、クロアチアのアマチュアレスリング選手、1972年オリンピック銀メダリスト（* 1943年）[192]
- 11月28日 - 徳徳瑪（中国語版）、中華人民共和国の歌手（* 1947年）[193]
- 11月28日 - ジョン・コリアーニ（英語版）、アメリカ合衆国のジャズピアニスト（* 1962年）[194]
- 11月28日 - ウラジーミル・ザヴァドスキー（英語版）、ロシアの軍人、海軍少将、第14軍団副司令官（* 1978年?）[195]
- 11月28日 - アギェマン・ディアウシ（英語版）、ドイツのサッカー選手、元同国U-19代表（* 1998年）[196]
- 11月29日 - ヘンリー・キッシンジャー、アメリカ合衆国の国際政治学者、第8代国家安全保障問題担当大統領補佐官、第56代国務長官（* 1923年）[197]
- 11月29日 - エリオット・アーウィット、フランス出身のアメリカ合衆国の写真家（* 1928年）[198]
- 11月29日 - 山田太一、日本の脚本家、小説家（* 1934年）[199]
- 11月29日 - 小池潜、日本の山岳写真家（* 1938年）[200]
- 11月29日 - 野口泰弘、日本の元バレーボール選手、1972年オリンピック金メダリスト（* 1946年）[201]
- 11月29日 - ミシェル・リヴァジ、フランスの政治家、欧州議会議員（* 1953年）[202]
- 11月29日 - 慈乗（朝鮮語版）、大韓民国の僧侶、元曹渓宗総務院長（* 1954年）[203]
- 11月29日 - スコット・ケンプナー（英語版）、アメリカ合衆国のギタリスト、元ディクテイターズ（英語版）メンバー（* 1954年）[204]
- 11月30日 - 甲斐信枝、日本の絵本作家（* 1930年）[205]
- 11月30日 - ヴァシリス・ヴァシリコス（英語版）、ギリシャの作家、外交官、政治家、元国会議員（* 1933年）[206]
- 11月30日 - ロルフ・ヴィルヘルム・ブレードニヒ、ドイツの民俗学者（* 1935年）[207]
- 11月30日 - サンテ・ガイアルドーニ、イタリアのサイクリスト、1960年オリンピック金メダリスト（* 1939年）[208]
- 11月30日 - アリスター・ダーリング、イギリスの政治家、元財務大臣（* 1953年）[209]
- 11月30日 - シェーン・マクゴーワン（英語版）、アイルランドのシンガーソングライター（* 1957年）[210]